# 2019年の日本
2019年の日本（2019ねんのにほん）では、2019年（平成31年/令和元年）の日本の出来事・流行・世相などについてまとめる。

## 他の紀年法
日本では、西暦の他にも以下の紀年法を使用している。なお、以下の紀年法は西暦と月日が一致している。
- 元号
  - 平成31年（1月1日 - 4月30日、120日間）
  - 令和元年（5月1日 - 12月31日、245日間）
※日本国憲法第2条及び天皇の退位等に関する皇室典範特例法の適用・施行により、4月30日を以って第125代天皇明仁が退位し上皇となり、翌日5月1日に徳仁が皇位継承を行い第126代天皇に即位し、元号法並びに元号を改める政令（平成31年政令第143号）に基づいて改元。1989年1月8日以来の平成時代は4月30日を以って終焉、令和時代（「令和」読み：れいわ、248番目の元号）が5月1日より始まった（日本史の時代区分）。
- 神武天皇即位紀元
  - 皇紀2679年
- 干支
  - 己亥（つちのと い）

## カレンダー
| 1月 |    |    |    |    |    |    |
| 日  | 月 | 火 | 水 | 木 | 金 | 土 |
|     |    | 1  | 2  | 3  | 4  | 5  |
| 6   | 7  | 8  | 9  | 10 | 11 | 12 |
| 13  | 14 | 15 | 16 | 17 | 18 | 19 |
| 20  | 21 | 22 | 23 | 24 | 25 | 26 |
| 27  | 28 | 29 | 30 | 31 |    |    |
|     |    |    |    |    |    |    |

| 2月 |    |    |    |    |    |    |
| 日  | 月 | 火 | 水 | 木 | 金 | 土 |
|     |    |    |    |    | 1  | 2  |
| 3   | 4  | 5  | 6  | 7  | 8  | 9  |
| 10  | 11 | 12 | 13 | 14 | 15 | 16 |
| 17  | 18 | 19 | 20 | 21 | 22 | 23 |
| 24  | 25 | 26 | 27 | 28 |    |    |
|     |    |    |    |    |    |    |

| 3月 |    |    |    |    |    |    |
| 日  | 月 | 火 | 水 | 木 | 金 | 土 |
|     |    |    |    |    | 1  | 2  |
| 3   | 4  | 5  | 6  | 7  | 8  | 9  |
| 10  | 11 | 12 | 13 | 14 | 15 | 16 |
| 17  | 18 | 19 | 20 | 21 | 22 | 23 |
| 24  | 25 | 26 | 27 | 28 | 29 | 30 |
| 31  |    |    |    |    |    |    |
|     |    |    |    |    |    |    |

| 4月 |    |    |    |    |    |    |
| 日  | 月 | 火 | 水 | 木 | 金 | 土 |
|     | 1  | 2  | 3  | 4  | 5  | 6  |
| 7   | 8  | 9  | 10 | 11 | 12 | 13 |
| 14  | 15 | 16 | 17 | 18 | 19 | 20 |
| 21  | 22 | 23 | 24 | 25 | 26 | 27 |
| 28  | 29 | 30 |    |    |    |    |
|     |    |    |    |    |    |    |

| 5月 |    |    |    |    |    |    |
| 日  | 月 | 火 | 水 | 木 | 金 | 土 |
|     |    |    | 1  | 2  | 3  | 4  |
| 5   | 6  | 7  | 8  | 9  | 10 | 11 |
| 12  | 13 | 14 | 15 | 16 | 17 | 18 |
| 19  | 20 | 21 | 22 | 23 | 24 | 25 |
| 26  | 27 | 28 | 29 | 30 | 31 |    |
|     |    |    |    |    |    |    |

| 6月 |    |    |    |    |    |    |
| 日  | 月 | 火 | 水 | 木 | 金 | 土 |
|     |    |    |    |    |    | 1  |
| 2   | 3  | 4  | 5  | 6  | 7  | 8  |
| 9   | 10 | 11 | 12 | 13 | 14 | 15 |
| 16  | 17 | 18 | 19 | 20 | 21 | 22 |
| 23  | 24 | 25 | 26 | 27 | 28 | 29 |
| 30  |    |    |    |    |    |    |
|     |    |    |    |    |    |    |

| 7月 |    |    |    |    |    |    |
| 日  | 月 | 火 | 水 | 木 | 金 | 土 |
|     | 1  | 2  | 3  | 4  | 5  | 6  |
| 7   | 8  | 9  | 10 | 11 | 12 | 13 |
| 14  | 15 | 16 | 17 | 18 | 19 | 20 |
| 21  | 22 | 23 | 24 | 25 | 26 | 27 |
| 28  | 29 | 30 | 31 |    |    |    |
|     |    |    |    |    |    |    |

| 8月 |    |    |    |    |    |    |
| 日  | 月 | 火 | 水 | 木 | 金 | 土 |
|     |    |    |    | 1  | 2  | 3  |
| 4   | 5  | 6  | 7  | 8  | 9  | 10 |
| 11  | 12 | 13 | 14 | 15 | 16 | 17 |
| 18  | 19 | 20 | 21 | 22 | 23 | 24 |
| 25  | 26 | 27 | 28 | 29 | 30 | 31 |
|     |    |    |    |    |    |    |

| 9月 |    |    |    |    |    |    |
| 日  | 月 | 火 | 水 | 木 | 金 | 土 |
| 1   | 2  | 3  | 4  | 5  | 6  | 7  |
| 8   | 9  | 10 | 11 | 12 | 13 | 14 |
| 15  | 16 | 17 | 18 | 19 | 20 | 21 |
| 22  | 23 | 24 | 25 | 26 | 27 | 28 |
| 29  | 30 |    |    |    |    |    |
|     |    |    |    |    |    |    |

| 10月 |    |    |    |    |    |    |
| 日   | 月 | 火 | 水 | 木 | 金 | 土 |
|      |    | 1  | 2  | 3  | 4  | 5  |
| 6    | 7  | 8  | 9  | 10 | 11 | 12 |
| 13   | 14 | 15 | 16 | 17 | 18 | 19 |
| 20   | 21 | 22 | 23 | 24 | 25 | 26 |
| 27   | 28 | 29 | 30 | 31 |    |    |
|      |    |    |    |    |    |    |

| 11月 |    |    |    |    |    |    |
| 日   | 月 | 火 | 水 | 木 | 金 | 土 |
|      |    |    |    |    | 1  | 2  |
| 3    | 4  | 5  | 6  | 7  | 8  | 9  |
| 10   | 11 | 12 | 13 | 14 | 15 | 16 |
| 17   | 18 | 19 | 20 | 21 | 22 | 23 |
| 24   | 25 | 26 | 27 | 28 | 29 | 30 |
|      |    |    |    |    |    |    |

| 12月 |    |    |    |    |    |    |
| 日   | 月 | 火 | 水 | 木 | 金 | 土 |
| 1    | 2  | 3  | 4  | 5  | 6  | 7  |
| 8    | 9  | 10 | 11 | 12 | 13 | 14 |
| 15   | 16 | 17 | 18 | 19 | 20 | 21 |
| 22   | 23 | 24 | 25 | 26 | 27 | 28 |
| 29   | 30 | 31 |    |    |    |    |
|      |    |    |    |    |    |    |

- 皇位継承が行われ「令和」に改元される5月1日および即位礼正殿の儀（第126代天皇徳仁の即位に伴う儀式）が行われる10月22日はこの年に限って国民の祝日となり、さらに祝日に挟まれた4月30日（退位礼正殿の儀：第125代天皇明仁の退位に伴う儀式）と5月2日も休日の扱いとなる[c 1]。
- 今上天皇（徳仁）の誕生日は即位する前の2月23日、先帝の明仁の誕生日は退位し上皇となった後の12月23日であるため、この年には在位中の天皇が誕生日を迎える日がないことから、天皇誕生日が存在しない年となった[a 1]。翌年以降は今上天皇の誕生日である2月23日が天皇誕生日となる。

## 在職者

### 皇室
- 天皇：徳仁（第126代、5月1日 - ）、明仁（第125代、 - 4月30日）
- 皇太子：空位（5月1日 - ）、徳仁親王（ - 4月30日）
- 皇嗣：秋篠宮文仁親王（5月1日 - ）、徳仁親王（皇太子、 - 4月30日）
- 上皇：明仁（5月1日 - ）

### 三権
- 内閣
  - 第4次安倍第1次改造内閣（- 9月11日）
  - 第4次安倍第2次改造内閣（9月11日 -）
    - 内閣総理大臣：安倍晋三（第98代）
    - 内閣官房長官：菅義偉
- 国会
  - 衆議院議長：大島理森
  - 参議院議長：7月28日まで伊達忠一、8月1日より山東昭子
    - 第198回国会（常会, 1月28日 - 6月26日）
    - 第199回国会（臨時会, 8月1日 - 8月5日）
    - 第200回国会（臨時会, 10月4日 - 12月9日）
- 裁判所
  - 最高裁判所長官：大谷直人

## 世相

### 2019年の流行語
「ONE TEAM」（ラグビーワールドカップ2019 日本代表）が新語・流行語大賞の年間大賞を受賞した（その他の受賞語は後節「#流行語」も参照）。

### 2019年の漢字
「令」・・・新元号「令和」への改元に加え、法令の改正（消費税の増税）、法令遵守の重要性（芸能界における闇営業問題、薬物事件、脱税問題など）、台風など自然災害による警報や避難勧告の発令などが注目を集めたことから。

### 周年
- 1月7日 - 昭和天皇の崩御から30年[a 3]。
- 1月17日 - 大阪国際空港開港80周年[b 2]。
- 1月18日 - 東大安田講堂事件から50年[a 4]。
- 1月26日 - モンチッチ誕生45周年[a 5]。
- 2月1日 - テレビ朝日開局60周年[c 2]。
- 2月11日 - 津山市市制施行90周年[a 6]。
- 3月1日
  - フジテレビ開局60周年[a 7]。
  - NHK-FM放送放送開始50周年[c 3]。[リンク切れ]
- 3月20日 - 阪神なんば線開業10周年[a 8]。
- 4月1日
  - 横浜市、大阪市など、日本で最初に市制施行された31都市の市制施行130周年[c 4][c 5]。
  - 会津若松市、丸亀市 市制施行120周年[a 9]。
  - 消費税導入30周年[1]。
  - TXNネットワーク誕生30周年。[要出典]
  - NHK大阪放送局教育テレビジョン開局60周年。[要出典]
  - 長野放送、富山テレビ放送、石川テレビ放送、中京テレビ放送（開局当時は中京ユー・エッチ・エフテレビ放送）、京都放送（=KBS京都。開局当時は近畿放送）、岡山放送、瀬戸内海放送、福岡放送、サガテレビ、テレビ長崎、テレビ熊本、鹿児島テレビ放送、各局開局50周年。[要出典]
  - エフエム山形開局30周年。[要出典]
  - 横浜アリーナ開業30周年[c 6]。
  - MAZDA Zoom-Zoom スタジアム広島（2代目・広島市民球場）開場10周年。[要出典]
  - ミニロト（数字選択式全国自治宝くじ）発売20周年。[要出典]
- 4月2日 - テレビ朝日版の『ドラえもん』放送開始40周年（ABCテレビなど一部の系列局では4月8日より放送開始）。[要出典]
- 4月10日 - 山口市市制施行90周年。[要出典]
- 4月14日 - 西武ドーム（開業当時は西武ライオンズ球場）開場40周年。[要出典]
- 4月20日 - 中津市市制施行90周年。[要出典]
- 4月21日 - 任天堂「ゲームボーイ」発売開始30周年[2]。
- 4月29日 - 池田市市制施行80周年[c 7]。[リンク切れ]
- 5月1日
  - 上田市市制施行100周年。[要出典]
  - 八戸市市制施行90周年[c 8]。
  - サンテレビジョン開局50周年。[要出典]
- 5月4日 - 五四運動から100周年。[要出典]
- 5月25日 - カシオペアデビュー40周年。[要出典]
- 5月26日 - 東名高速道路全線開通から50周年[3]。
- 5月30日 - 電子掲示板「2ちゃんねる」(現・5ちゃんねる) 開設20周年[4]。
- 6月1日
  - 岡山市市制施行130周年。[要出典]
  - NHKがBS放送本放送開始30周年。[要出典]
  - FM802開局30周年。[要出典]
- 6月2日 - 横浜港開港160周年。[要出典]
- 6月12日 - 阪神電気鉄道創業120周年。[要出典]
- 6月24日 - 美空ひばり没後30周年。[要出典]
- 7月1日
  - 甲府市、岐阜市 市制施行130周年。[要出典]
  - 静岡第一テレビ開局40周年[c 9]。
  - SONY「ウォークマン」(WALKMAN) 発売40周年。[要出典]
- 7月4日 - 日本生命保険創業130周年[c 10][a 10]。
- 7月7日 - カルピス発売100周年[b 3][a 11]。
- 7月15日
  - 世界デザイン博覧会開催30周年。[要出典]
  - 週刊少年チャンピオン創刊50周年。[要出典]
- 7月20日 - 七尾市市制施行80周年。[要出典]
- 8月1日 - 箱根 彫刻の森美術館開館50周年。[要出典]
- 8月25日 - CHAGE and ASKAデビュー40周年。[要出典]
- 9月1日 - 日立市市制施行80周年[a 12]。
- 9月15日 - 嵐デビュー20周年。[要出典]
- 9月22日 - 関ジャニ∞メジャーデビュー15周年[a 13][a 14]。
- 9月23日 - 任天堂創業130周年[a 15]。
- 9月26日 - 伊勢湾台風上陸から60周年[5]。
- 9月27日 - 横浜ベイブリッジ開通30周年。[要出典]
- 9月28日 - 関西学院大学創立130周年。[要出典]
- 10月1日
  - 名古屋市、鳥取市、徳島市市制施行130周年。[要出典]
  - 瀬戸市市制施行90周年[c 11]。
  - フジネットワーク発足50周年。[要出典]
  - 福井テレビジョン放送、秋田テレビ開局50周年。[要出典]
  - テレビ北海道、テレビユー山形、熊本朝日放送、エフエムサウンド千葉（bayfm）開局30周年。[要出典]
- 10月5日 - フジテレビのアニメ『サザエさん』放送開始50周年。[要出典]
  - NHK未就学児向けテレビ番組『おかあさんといっしょ』放送開始60周年。[要出典]
- 10月7日 - 旭日旗が軍艦旗（旧：大日本帝国海軍→海上自衛隊）に指定されてから130周年。[要出典]
- 10月9日 - 幕張メッセ開場30周年。[要出典]
- 10月14日 - 西武秩父線開業50周年。[要出典]
- 11月1日
  - 明石市市制施行100周年[c 12]。
  - 館山市、鎌倉市、下松市 市制施行80周年[c 13][c 14][a 16]。
- 11月4日 - 坂本弁護士一家殺害事件発生から30年[6][a 17]。
- 11月17日 - 日本・パラグアイ外交関係樹立100周年[f 1][f 2]。
- 11月22日 - 横浜DeNAベイスターズ（創設当時は大洋ホエールズ）誕生70周年[c 15]。[リンク切れ]
- 11月30日 - キユーピー創業100周年[c 16]。
- 12月1日 - 青森テレビ、三重テレビ、テレビ岩手、開局50周年[c 17]。
- 12月3日 - SCE「PlayStation」(PS) 発売から25周年[c 18][a 18]。
- 12月6日 - Osaka Metro堺筋線（開業当時は大阪市営地下鉄）開業50周年。[要出典]
- 12月10日 - テレビ愛媛開局50周年[c 19]。(開局当時は愛媛放送)[リンク切れ]
- 12月15日 - 松山市市制施行130周年[c 20]。

## できごと

### 1月
- 1月1日
  - 読売新聞が25年ぶりに値上げ[a 19]。
  - 東洋ゴム工業が社名を『TOYO TIRE』に変更[a 20]。
  - 0時10分頃、東京都渋谷区の竹下通りで、軽自動車が歩行者8人をはね、うち1人が意識不明の重体[a 21]。運転手の男は逃走したが、25分後に原宿警察署員が身柄を確保。その後殺人未遂の疑いで逮捕された。調べに対し、当初「テロを起こした」と供述したが、その後「人を殺そうと思ってはねた」と供述した[a 22]。
- 1月2日 - 平成最後の新年一般参賀が開催され、史上最多となる15万4800人が訪れた。当初の予定よりも回数を増やし、天皇・皇族は計7回「お出まし」をした[a 23]。
- 1月3日
  - 第95回東京箱根間往復大学駅伝競走（箱根駅伝）で東海大学が初の総合優勝。
  - 18時10分頃、熊本県熊本地方を震源とするマグニチュード (Mj) 5.1の地震が発生、同県和水町で最大震度6弱、さらに熊本市北区と玉東町で震度5弱の揺れを観測した。気象庁は同日の記者会見で、2016年の熊本地震とは直接の関係がなく、これまでに知られていない活断層に因る可能性が高いと発表[a 24][a 25]。4人が負傷[e 1]。またこの地震により、九州新幹線が博多駅 - 熊本駅間で地震発生時から終日運休するなどの影響が出た[a 26]。
- 1月5日
  - 中国海警局の船4隻が沖縄県・尖閣諸島の領海に侵入した。2018年11月11日以来約2ヶ月ぶりとなる[a 27][a 28]。
  - 北海道における吹雪のため、新千歳空港を発着予定だった航空便105便が欠航、6日未明まで約2千人が足止めとなる[a 29]。千人以上が降雪の影響で新千歳空港ビルに泊まるのは、600便以上が欠航した2016年12月以来[a 30]。
- 1月7日 - 日本からの出国時に、国籍を問わず1回1000円が課税される国際観光旅客税導入[c 21]。国税で恒久的な税目が新設されるのは、1992年の地価税以来27年ぶり[a 31]。
- 1月8日
  - 韓国・大邱地方裁判所は、徴用工訴訟問題で新日鉄住金の同国内資産の差し押さえを認める決定[a 32]。
  - 国民栄誉賞受賞者で、オリンピック女子レスリング3連覇を果たした吉田沙保里が、現役引退を発表[a 33]。
- 1月10日
  - ユニバーサル・スタジオ・ジャパンは、国内大手テーマパークとして初めて、時期によってチケット料金を変える「変動価格制」を導入、同日から適用開始[a 34]。
  - 俳優の篠山輝信とNHKの雨宮萌果アナウンサーが翌11日に結婚することを発表[7]。
- 1月11日 - フランス司法当局は、竹田恆和日本オリンピック委員会会長に対し、2020年東京オリンピック・パラリンピック誘致活動における贈賄の容疑で刑事訴訟手続開始[a 35]。
- 1月12日 - 中国海警局の船4隻が尖閣諸島の領海に侵入した。同月5日以来2回目となる[a 36]。[リンク切れ]
- 1月16日 - 大相撲初場所4日目、72代横綱・稀勢の里が引退を発表[a 37]。
- 1月17日 - 7時30分頃、大阪国際空港に着陸した羽田発大阪行きの全日空便（ボーイング787型）がトラブルで自走できなくなり2本ある滑走路のうちB滑走路が約40分間閉鎖された。乗客と乗務員にけがはなかったが、一部の便に遅れが発生した[a 38]。
- 1月18日 - 中国海警局の船3隻が尖閣諸島の領海に侵入した[a 39]。[リンク切れ]
- 1月19日
  - 髙島屋が大阪府内の女性から今月17日、同社に申告があったため昨年5〜8月に販売したギフト用商品の、佐賀県産の海苔に縫い針が混入したとして自主回収すると発表した。食べた女性は口に軽いけがをしたといい、同社で混入した原因を調べている[a 40]。
- 1月20日 - 東京・表参道で「HERO'S」というティラミスの専門店がオープンしたが、シンガポールの有名店「ティラミスヒーロー」の名称、商標、瓶詰めのデザインなどに似ている疑惑が浮上。同月22日にHERO'S側は公式サイトで謝罪文を発表し、自社が先んじて登録した商標のうち、猫のロゴの使用権をティラミスヒーロー側に譲渡すると表明した[a 41]。
- 1月21日
  - コンビニエンスストア日本3大チェーンのうちのセブン-イレブンとローソンが女性や子供、訪日外国人客らに配慮するため、国内の全店での成人向け雑誌の販売を8月末までに原則中止することを明らかにした[a 42]。その翌日、ファミリーマートも同様の方針を表明。
- 1月22日 - 安倍晋三首相がロシアを訪問した[a 43]。深夜にウラジーミル・プーチン大統領との会談を行った。日露間の経済協力の推進、元島民らによる墓参、北方領土問題についてはソ連時代に提案された「歯舞群島と色丹島の二島返還」に基づいて平和条約を結ぶとする方針などが成されたと発表した[a 44][a 45][a 46]。
- 1月23日 - 4時5分頃、大阪府高槻市八丁畷町で、配水管を敷設するための掘削作業中、作業員が誤って関西電力の高圧幹線を切断した。JR高槻駅周辺で、高圧幹線から電気の供給を受けている大阪医科大学附属病院など大規模な5つの施設が停電した。一般家庭への影響は無かった[a 47]。
- 1月24日
  - 茨城県警察は、2004年に発生した茨城女子大生殺害事件で、殺人と強姦致死の疑いで国際手配していた当時18歳のフィリピン国籍の元少年を逮捕した。元少年は同日午後にマニラ発の航空機で出国し、成田国際空港に到着、入国後に捜査員が逮捕状を執行[a 48]。
- 1月25日
  - 大阪地方裁判所堺支部は、堺市南区で2018年7月、大型バイクにあおり運転をした末に車で追突し、男性を死亡させたとして殺人罪に問われた被告人に対する裁判員裁判で、殺人罪を適用し、懲役16年の判決[a 49]。
  - 東京都内や大阪市内の製薬会社、札幌市の食品会社、及び毎日新聞東京本社にこの日、青酸化合物が同封された脅迫状が郵送されていたことが翌26日に判明。警視庁などは脅迫未遂の疑いで捜査。差出人にはオウム真理教元幹部や暴力団関係者などの名前が記されていた[a 50][a 51]。
  - 千葉県警察は、野田市の自宅小学4年の女児に冷水シャワーを浴びせるなどの暴行を加えたとして、傷害の疑いで父親を逮捕した。女児は自宅で死亡が確認された。複数のあざがあり、県警は虐待を受けていたとみて、司法解剖して関連を捜査した[a 52]。アンケートで「父からいじめを受けている」と回答したため、県柏児童相談所が2017年ごろに被害者を一時保護したこともあった[a 53]。
- 1月27日 - ジャニーズ事務所所属のアイドルグループの嵐が翌2020年12月31日をもって活動休止することをファンクラブサイト内で発表した[a 54]。
- 1月28日
  - 第198回通常国会召集。平成最後の通常国会となり、明仁天皇が在位中最後となる開会式出席[a 55]。
  - 東京都、大阪市、札幌市の製薬会社と毎日新聞社、食品会社に青酸カリとみられる白い粉末と金銭を要求する脅迫文が郵送で届いた事件で、新たに朝日新聞東京本社と都内の製薬会社3社に同様の粉末と脅迫文が送られていたことが判明、警視庁などは脅迫未遂容疑で捜査[a 56]。これで同様の郵便物が届いたのは計18社にも上る[a 57]。
- 1月29日
  - 兵庫県明石市長の泉房穂が2017年6月、国道の拡幅工事に伴う用地買収交渉の進展が進まないことにいらだち、部下に対して「建物に火を付けて捕まれ。建物を燃やしてこい」などと発言していたことが判明。泉は記者会見で謝罪し市長辞任の考えはないと表明[a 58]。
  - 「愛媛県知事」宛てに段ボール箱が届き、中に傷んだ1万円札の束が多くあり、数えてみると1億円程度の現金だった。同封の手紙には「何かの役に立ててほしい」という趣旨の内容が書かれていた。伝票には送り主の氏名、住所、電話番号が記載されていたが、手紙にはそれらは架空だという趣旨も書かれていた。県は西日本豪雨の復旧に役立てることを検討している[a 59]。
- 1月30日 - 午後2時24分頃、日本原子力研究開発機構は、茨城県東海村の核燃料サイクル工学研究所にあるプルトニウム燃料第二開発室の粉末調整室で、放射性物質が漏えいするトラブルがあったと発表した。敷地外への漏えいは確認されず、室内にいた男性9人も内部被曝はなかった。作業員がグローブボックスと呼ばれる密閉状態の作業台で、核燃料物質の貯蔵容器を覆うビニールバッグを交換していたところ、放射性物質濃度を測る装置の警報が鳴ったという。貯蔵容器にはプルトニウムやウランが入っていた可能性があり、原因は調査中という[a 60]。
- 1月31日
  - 愛知県みよし市の名古屋刑務所で、昨年12月から今月にかけて受刑者・職員合わせて300人余りがインフルエンザに感染していたことが判明。刑務所は非常事態として刑務作業を28日から一時取りやめた[a 61]。
  - 朝日新聞が、1月12日及び19日に北海道版に掲載した大道芸人のギリヤーク尼ヶ崎を取り上げた記事について、記事の大部分が北海道新聞社が2016年に発行した写真集から盗用したことが判明し、朝日新聞は尼ヶ崎と北海道新聞社に対して謝罪すると同時に記事を執筆した函館支局の記者を含む関係者を処分する方針[c 22][a 62]。

### 2月
- 2月1日
  - 日本・EU経済連携協定が発効[a 63]。
  - ドン・キホーテ・ホールディングスの商号をパン・パシフィック・インターナショナルホールディングス（略称PPIH）に変更[a 64]。
  - 午前6時55分頃、成田国際空港で、インドから到着した日本航空機が誘導路で脱輪し、動けなくなった。日本航空によると、雪の影響で路面が凍結し、スリップした可能性があるという。乗員乗客にけがはなく、約2時間半後に誘導されて機内から降りた。2本ある滑走路のうち、A滑走路が午前7時から閉鎖され、一部の便が到着地を変更した[a 65]。
  - 兵庫県明石市長の泉房穂が道路用地買収を巡り担当幹部に暴言を吐いた問題で、2日付の辞職願を市議会議長に提出[a 66]。
  - 警視庁が俳優の新井浩文を、2018年7月に出張マッサージ店から派遣された30歳代の女性従業員の頭を押さえつけるなどした上で性的暴行を加えた強制性交容疑で逮捕[a 67]。
  - 政府、2020年の国民の祝日を発表。新天皇即位により天皇誕生日が2月23日となるほか、同年のみの特例措置として、2020年東京オリンピックの開閉会式に合わせ、海の日は7月第3月曜日から開会式前日の7月23日に、体育の日から改称されるスポーツの日は10月第2月曜日から開会式当日の7月24日に、山の日は8月11日から閉会式翌日の8月10日にそれぞれ変更される[a 68]。
- 2月2日 - 水産庁境港漁業調整事務所と島根県かにかご漁業組合は、同組合所属のかにかご漁船「第68西野丸」が先月30日に日本海でロシアの警備当局に拿捕されたと明らかにした。乗組員の健康状態に問題はないとしている。同組合などによると、漁船は1月26日に境港からベニズワイガニ漁のため日本海に出漁。2月1日に帰港する予定だったが、30日朝に拿捕され、ロシア東部のナホトカに連行されたという。同組合には同日夜、外務省を経由して水産庁から連絡があった。理由は不明だが、島根県によると、許可なくロシア側の排他的経済水域に漁船が入った可能性があるという[a 69]。
- 2月3日 - 岐阜県高山市の介護老人保健施設「それいゆ」で2017年7月末から8月中旬に入所者5人が相次いで死傷した事件で、岐阜県警察は同施設の元介護職員を入所者1人に対する傷害容疑で逮捕[a 70]。
- 2月4日
  - ドイツ連邦首相アンゲラ・メルケル来日、安倍晋三内閣総理大臣と日独首脳会談[a 71]。
  - 千葉県野田市の小学4年の女児が自宅浴室で死亡した事件で、千葉県警察は傷害容疑で逮捕した父と共謀し、暴行したなどとして、母親も同容疑で逮捕した[a 72]。
- 2月7日
  - 住宅賃貸大手のレオパレス21は、「建築基準法違反の疑いがあるアパートが新たに1324棟見つかった」と発表[a 73]。
  - 1月に朝日新聞北海道地域版の記事で北海道新聞社発行の写真集から記事を盗用した事案について、朝日新聞は記事を執筆した函館支局の記者を停職2か月、北海道報道センター次長を減給、東京本社編集局長を戒告とする処分を発表[a 74]。
  - 文喜相・韓国国会議長がインタビューで、所謂慰安婦問題について「私としては間もなく退位される天皇が望ましいと思う。その方は戦争犯罪の主犯の息子ではないか。そのような方が一度おばあさんの手を握り、本当に申し訳なかったと一言いえば、すっかり解消されるだろう」と、昭和天皇を戦争犯罪人扱いし、かつ明仁天皇による謝罪を要求する発言を行う[a 75]。
- 2月8日 - 製薬大手のファイザー日本法人が販売する高血圧治療薬のアムバロ配合錠「ファイザー」に発癌性物質が含まれていたとして、約76万4000錠を自主回収すると発表[a 76]。
- 2月11日
  - 尖閣諸島周辺の領海に中国海警局の船4隻が相次いで侵入、それぞれ約1時間半航行した後、領海外側の接続水域に出る[a 77]。
  - 秋元康プロデュースの日本の女性アイドルグループで、坂道シリーズに所属するグループの一つのけやき坂46（2015年11月30日に結成）が日向坂46に改名することを発表。同日を持って名義を日向坂46に変更した[a 78][a 79]。
- 2月12日
  - 東京地方検察庁特別捜査部は、法人税約1億4千万円と消費税約4千万円を脱税した容疑で、健康食品販売会社「メディアハーツ」代表取締役で「青汁王子」の異名で知られた三崎優太を逮捕[a 80]。
  - 女子競泳選手の池江璃花子が自身のTwitterで、白血病に罹患していることを報告[a 81]。
- 2月13日 - 巨人の片岡治大2軍コーチとタレントのベッキーが結婚[7]。
- 2月15日 - サガン鳥栖のDF高橋祐治とタレントで元AKB48メンバーの高城亜樹が結婚[7]。
- 2月18日 - 2019年2月15、17、18日に韓国の調査船が竹島の領海に侵入し、無断で調査活動を行った[a 82][a 83]。
- 2月19日
  - タレントの堀ちえみが、舌癌の手術のために入院したことを公式ブログで公表[a 84]。
  - レオパレス21の界壁施工不備について、国土交通省によると1月末時点で1895棟（全国173自治体）の建築基準法違反が確認されたことが明らかとなった[a 85]。
- 2月20日
  - 中国海警局の船4隻が尖閣諸島の領海に侵入した[a 86]。
  - 航空自衛隊築城基地所属のF-2が山口県沖で訓練中に突如レーダーから機影が消失し、その後墜落したと判明した。搭乗員2名は無事であり、のちに救助された。なお、訓練中のF-2の墜落事故はこれが初となる[a 87][a 88]。
- 2月21日 - 21時21分頃、北海道胆振地方中東部を震源とするMj 5.8の地震が発生、厚真町で震度6弱を観測した。6人が負傷[e 2]。厚真町では約100戸で断水が続いた他、同町吉野地区などで雪崩も発生した。さらに翌22日朝も鉄道など交通の一部に影響が出た[a 89]。気象庁はこの地震を前年9月に発生した北海道胆振東部地震の余震とみている[a 90]。
- 2月22日
  - 午前7時29分頃、小惑星探査機「はやぶさ2」が「リュウグウ」への1回目の着陸に成功。地表に弾丸を発射し岩石の一部を採取できた可能性がある[a 91][a 92]。
  - 消費者庁は、レンタル大手のTSUTAYAが動画配信サービス「TSUTAYA TV」の広告で全ての動画が見放題かのように表示したのは景品表示法違反（優良誤認）にあたるとして、課徴金約1億1753万円の納付を命じた[a 93]。
  - 日本国内で唯一、駿河湾で水揚げされているサクラエビが、長崎県、五島列島沖に生息していることが、日本と台湾の研究グループの調査などで明らかになった。見つかった場所は、福江島の南約40km (深さ約380m)地点。国内では相模湾などでも生息が確認されたが、西日本での発見は初めて[a 94]。
- 2月24日
  - 政府主催で「天皇陛下（明仁）御在位三十周年記念式典」開催された[a 95]。
  - 特定外来生物のイネ科の植物「スパルティナ・アングリカ」が、国内で初めて愛知県碧南市の堀川の河口付近で見つかった事が判明[a 96]。
- 2月26日 - 中国海警局の4隻 (海警1307、海警2302、海警2305、海警2401) が尖閣諸島の領海に侵入[a 97]。[リンク切れ]

### 3月
- 3月2日 - 中国海警局の4隻 (海警2307、海警2308、海警2502、海警31240) が尖閣諸島の領海に侵入[a 98]。[リンク切れ]
- 3月5日
  - 重傷のやけどを負った女児を自宅に放置したとして、神奈川県鶴見警察署が、保護責任者遺棄の疑いで、母親と同居人の男を逮捕[a 99]。
  - いわゆるキラキラネームに悩んでいた当時山梨県在住で18歳の男子高校生の改名が許可される[a 100]。本人が甲府家庭裁判所に変更を申し立て、同日付で許可された。
  - 最高裁判所第三小法廷において、マンション一括受電の契約について、管理組合の総会での決議は専有部には効力を有さず、専有部の既存の個別契約を解約する義務は無い、とする判決が下される[f 3][a 101][a 102][a 103][a 104]。
- 3月6日 - 有価証券報告書の虚偽記載で東京地東京地検特捜部に逮捕され、東京拘置所に拘留されていた元日産自動車会長のカルロス・ゴーンがこの日16時30分頃、108日ぶりに保釈された。保釈の際には作業員姿に変装して拘置所から出所する徹底ぶりだった[a 105]。しかし保釈に立ち会った弁護士が8日に自身のブログで変装は自身のアイディアでやむを得ない行為とした上で「変装計画は失敗だった。これによりゴーン氏に泥を塗る結果となり大変申し訳ない」と謝罪した[a 106]。
- 3月9日
  - 12時15分頃、新潟港から佐渡島・両津港に向かっていた佐渡汽船の高速船が海洋生物と見られる物体と衝突。87人がけがをし、このうち13人が重傷[a 107]
  - JR九州、平成30年7月豪雨で被災し不通となっていた、筑豊本線桂川駅 - 原田駅間（原田線）の運行を再開[a 108]。
- 3月12日 - コカインを使用したとして、厚生労働省関東信越厚生局麻薬取締部が、麻薬取締法違反容疑で俳優・ミュージシャンのピエール瀧を逮捕[a 109]。
- 3月14日 - 国土交通省が、ボーイングの新型機「737MAX」について、国内への乗り入れを当面、停止すると発表[a 110]。

- 3月15日 - お茶の水女子大学附属小学校卒業式。悠仁親王が卒業[a 111]。
- 3月16日 - JRグループダイヤ改正
  - JR北海道
    - 青函トンネル内の最高速度を140km/hから160km/hに向上、東京駅 - 新函館北斗駅間の最短所要時間が4分短縮され3時間58分となる[b 4]。
    - 根室本線直別駅、尺別駅、初田牛駅3駅を廃止[b 4]。

  - JR東日本
    - 中央本線新宿駅から富士急行線河口湖駅へ直通する特別急行『富士回遊』の運行を開始。同線で運行している「中央ライナー」「青梅ライナー」を廃止、新たに特別急行「はちおうじ」「おうめ」新設[b 5]。

  - JR西日本
    - おおさか東線新大阪駅 - 放出駅間開業により同線全線開通、平成最後の鉄道新規路線開業となった。両駅間に南吹田駅、JR淡路駅、城北公園通駅、JR野江駅の4駅が新規開業し、鴫野駅にもホームが設置される。同時に新大阪駅 - 大和路線奈良駅間に直通快速列車運行開始[b 6]。
    - 嵯峨野線京都駅 - 丹波口駅間に梅小路京都西駅が開業[b 6]。

  - JR九州筑肥線波多江駅 - 筑前前原駅間に糸島高校前駅新設開業[b 7]。
- 3月19日
  - 中国海警局の船4隻が尖閣諸島の領海に侵入した[a 112]。
  - ヤマザキビスケットが、ビスケットの「ノアール」と「ルヴァンプライム」の一部に金属片が混入したおそれがあるため、自主回収すると発表[a 113]。
- 3月20日
  - ロッテが、「チョコパイ」などのチョコレート菓子を約150万個を自主回収すると発表[a 114]。
- 3月21日
  - 午後8時40分頃から長崎市で副振動（あびき）が発生し、中心部で冠水[a 115]。
- 3月23日
  - 東日本大震災により被災・運休していたJR東日本山田線宮古駅 - 釜石駅間を三陸鉄道に移管し、三陸鉄道リアス線として8年ぶりに運行再開[c 23]。
  - 第91回選抜高等学校野球大会が阪神甲子園球場で開幕。
- 3月25日 - 長野地方裁判所松本支部は、長野県安曇野市の特別養護老人ホームで2013年12月、入居者の女性がドーナツを食べた後に死亡した事故で、注意義務を怠ったとして業務上過失致死罪に問われた被告人に対し、有罪判決[a 116][a 117]。
- 3月27日 - 17時10分頃、東京都足立区千住曙町の荒川に停泊中の屋形船から出火し、同船が全焼。船内にいた従業員の、男性1人が軽傷を負った。客は乗っていなかった。警視庁千住警察署は、船内で天ぷらを調理中、油に引火したとみて、出火原因を調べている[a 118]。
- 3月30日 - 中国海警局の4隻 (海警1401、海警2306、海警2501、海警35115) が尖閣諸島の領海に侵入[a 119]。[リンク切れ]
- 3月31日 - 石勝線夕張支線（新夕張駅 - 夕張駅間）がこの日限りで廃止。

### 4月
- 4月1日

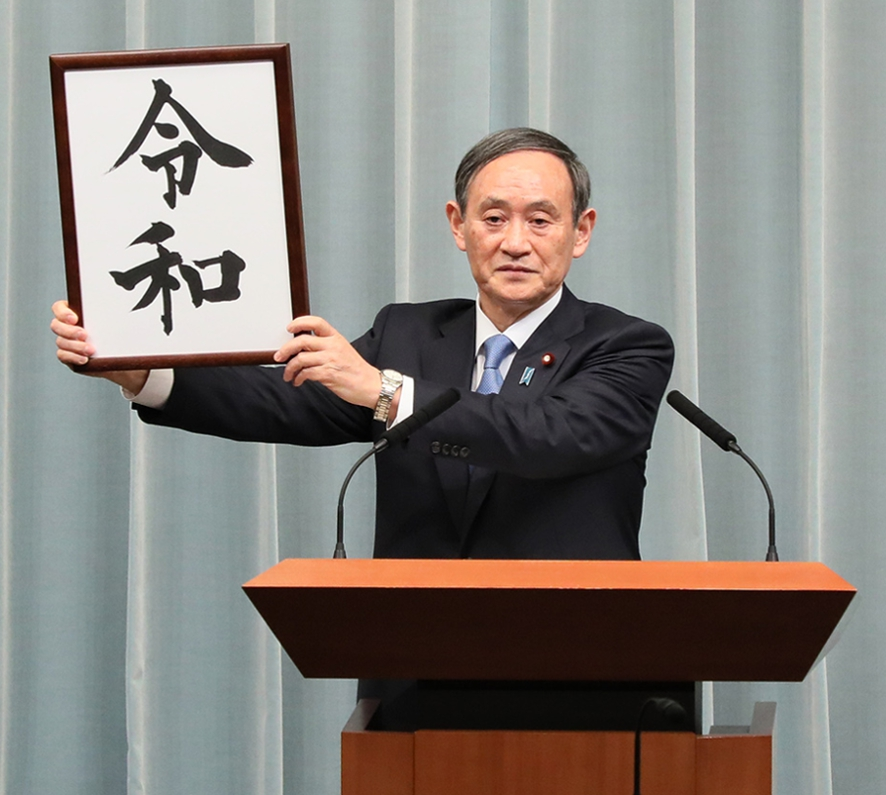
新元号「令和」を公表する当時の菅義偉内閣官房長官

  - 元号法に基づいて、同年5月1日以降の新元号として元号を改める政令（平成31年政令第143号）を閣議決定（第4次安倍第1次改造内閣）[a 120][リンク切れ]。政令が公布された後、菅義偉内閣官房長官が総理大臣官邸にて予定より11分遅れの午前11時41分より記者会見を行い、新元号「令和（れいわ）」（日本史上248番目の元号）を公表[a 121]。典拠は「万葉集」（日本の古典からの選定は初）。
  - 悠仁親王がお茶の水女子大学附属中学校に進学[a 122]。
  - 法務省の外局として「出入国在留管理庁」が発足[a 123]。
  - 同日より働き方改革関連法（働き方改革を推進するための関係法律の整備に関する法律）が順次施行。
  - 山形市、甲府市、福井市、寝屋川市が中核市となる[a 124]。
  - 新日鉄住金が社名を日本製鉄に変更[b 8]、同時に国内外グループ会社50社以上の称号も変更[b 9]。
  - 鉄道運輸規程改正により、刃渡り6cm以上の刃物（包丁類、ナイフ類、なた、鎌、はさみ、のこぎり等）について、直ちに取り出して使用できないような状態にしておかない限り鉄道車内への持ち込みが禁止となり、6 cm以下のものについても原則車内での使用が禁止となる[b 10][a 125]。
  - NHK連続テレビ小説100作目『なつぞら』放送開始[b 11]。
  - 三井生命が社名を『大樹生命』に変更[b 12][f 4]。
  - 出光興産と昭和シェル石油が経営統合（通称：出光昭和シェル）[a 126][f 5]。
  - ふくおかフィナンシャルグループが十八銀行を完全子会社化[b 13]。
  - 近畿大阪銀行と関西アーバン銀行が合併して『関西みらい銀行』が発足[a 127]。
  - 山口県内の12すべての総合農協が合併して『山口県農業協同組合』が発足[a 128]。
  - 中日新聞社が発行する東京新聞・日刊県民福井が値上げ[a 129]。秋田魁新報、宮崎日日新聞、島根日日新聞等各紙も値上げ[a 130]。
  - ゆうちょ銀行の預入限度額が1300万円から2600万円に増額、前月8日に政府が閣議決定[a 131]。
- 4月2日
  - 国土交通省が、3月29日午後7時ごろ、関西国際空港の南西約90キロの上空を飛んでいたケアンズ発関空行きの豪ジェットスター機（ボーイング787-8型）が、左右両側のエンジンの出力が一時低下するトラブルがあったと発表。出力は回復し、同機は約20分後に着陸した。同省は同日、航空重大インシデントと認定し、国の運輸安全委員会が調査を始めた[a 132]。
  - 18時過ぎ、「JR兵庫駅に停車中の普通電車内で、ペットボトルから薬品がまかれ、乗客100人が体調不良を訴えている」と兵庫県警察に通報があった。兵庫警察署員らが同駅に駆け付け、車内や駅構内を調べたが、異物などはなかった。この通報で神戸市消防局は消防車35台を出動させた。兵庫県警からは同署のほか、鉄道警察隊など約70人が現場に急行した。同署は虚偽通報とみて、偽計業務妨害の疑いで調べている[a 133]。
- 4月3日 - 第91回選抜高等学校野球大会の決勝戦。東邦が習志野を6-0で下し、1989年（第61回）以来30年ぶり5回目の優勝を果たした。愛知勢の優勝は11回目となり、都道府県別で大阪と並び最多。また、平成の最初と最後の選抜大会を優勝で飾る形となった。
- 4月4日
  - 東京地検特捜部は、3月に保釈されたばかりの日産自動車の前会長カルロス・ゴーンを会社法違反（特別背任）容疑で再逮捕[a 134]。ゴーンの逮捕は4回目だが、ゴーンの代理人で弁護士の弘中惇一郎は今回の逮捕について強く反発している[a 135]。
  - 正午ごろ、広島県呉市の上蒲刈島で山火事が発生[a 136]。
- 4月5日
  - 小惑星探査機「はやぶさ2」が「リュウグウ」に向けて衝突装置 (SCI) を分離し、小惑星における世界初の人工クレーターの作成に成功[a 137][a 138]。
  - 中国海警局の4隻 (海警1501、海警2305、海警2401、海警33115) が尖閣諸島沖の領海に侵入[a 139]。[リンク切れ]
  - 23時30分頃、北陸新幹線佐久平駅周辺で77歳の男が線路に侵入し2回にわたり高崎駅 - 長野駅間で運転を見合わせた。線路侵入により1本運休、15本が遅れる影響が出た。長野県上田警察署は男を新幹線鉄道における列車運行の安全を妨げる行為の処罰に関する特例法違反で現行犯逮捕[a 140]。
- 4月7日
  - 第19回統一地方選挙前半戦投開票[a 141]。
    - 現職が共に辞職し、互いに入れ替えて出馬した大阪府知事･大阪市長のダブル選挙は、ともに大阪維新の会公認の松井一郎元大阪府知事が市長選挙で、吉村洋文元大阪市長が府知事選挙で、それぞれ自由民主党が推薦し公明党や野党各党を支援を受けた対立候補を下し、当選した[a 142]。
    - 統一地方選唯一の与野党対立型知事選となった北海道知事選挙において、自由民主党・公明党・新党大地推薦の前夕張市長・鈴木直道が立憲民主党・国民民主党・日本共産党・自由党・社会民主党の推薦する元衆議院議員・石川知裕を破り初当選。鈴木は全国最年少知事となる[a 143]。

  - 浜松市の行政区再編を問う住民投票が行われ、市が提案する天竜区、浜北区を単独区とし、残りを合区とする3区案への反対票が投票総数の半数を上回った（その後一転し、3区案は2024年に行われることになった）[a 144]。
  - 宮城県気仙沼市の本土と大島を結ぶ気仙沼大島大橋が開通[8]。
- 4月8日 - 中国海警局の4隻 (海警1501、海警2305、海警2401、海警33115) が尖閣諸島沖の領海を航行[a 145]。[リンク切れ]
- 4月9日 - 財務大臣：麻生太郎が記者会見を行い、『2024年度上期をメドに、偽造防止などの観点から様式を新たにして日本銀行券（紙幣）を発行する』と発表。新しい日本銀行券（紙幣）肖像については『一万円紙幣：渋沢栄一』『五千円紙幣：津田梅子』『千円紙幣：北里柴三郎』として現行紙幣（一万円：福沢諭吉、五千円：樋口一葉、千円：野口英世）から一新する[b 14][a 146]。また『五百円貨幣についてもデザインも変更して2021年上期をメドに発行する』ことも併せて発表された[b 14]。
- 4月10日
  - 日米欧などの国際共同研究グループ（イベントホライズンテレスコープ）が、巨大ブラックホールの撮影に初めて成功したと発表。チリやメキシコ、米国、スペイン、南極にある8つの電波望遠鏡を連動させ、極めて解像度の高い巨大望遠鏡に見立てて観測した。謎に包まれた天体の解明につながるノーベル賞級の成果と言われている[a 147][a 148]。
  - 同月9日に、青森県沖で消息を絶った航空自衛隊三沢基地所属の最新鋭ステルス戦闘機Ｆ35Ａについて、防衛省が墜落したと断定した。同月9日夜には、現場周辺海域でに浮遊物を回収し、機体左右の尾翼の一部と確認された[a 149]。
- 4月14日 - 11時10分ごろ、東京発博多行きの山陽新幹線「のぞみ17号」で、乗客の男が非常用ドアコックを使ってドアを開け、線路に飛び降りた。山陽新幹線は新大阪-岡山間で運転を見合わせた。兵庫県葺合警察署によると、男は車掌に確保され、約45分後に再開した。男は、新神戸駅で警察に引き渡され、新幹線鉄道における列車運行の安全を妨げる行為の処罰に関する特例法違反の現行犯で逮捕された[a 150][a 151]。
- 4月15日 - 前年まで運行していた関電トンネルトロリーバスの代替となる関電トンネル電気バスを運行開始。
- 4月16日 - 元陸上選手の柏原竜二とBS11の八木菜緒アナウンサーが結婚を公表[7]。
- 4月17日 - 中国海警局の4隻 (海警2303、海警2307、海警2308、海警2502) が尖閣諸島沖の領海に侵入[a 152]。[リンク切れ]
- 4月19日 - 池袋暴走事故: 昼ごろ、東京都豊島区東池袋の交差点で飯塚幸三（事故当時87歳）が運転していた乗用車が暴走し、通行人を次々とはねる交通事故が発生。この事故で3歳の女児とその母親の2人が死亡、8人が重軽傷を負った[a 153]。この事件は、高齢者の免許返納が増加するきっかけとなった。
- 4月20日 - 2011年の東北地方太平洋沖地震による東京電力福島第一原子力発電所事故後、復旧・廃炉作業の拠点となった、福島県楢葉町、広野町のサッカー施設『Jヴィレッジ』が全面再開[a 154]。これに伴い、JR東日本常磐線広野駅 - 木戸駅間にJヴィレッジ駅新設開業[b 5][a 154]。
- 4月21日 - 第19回統一地方選挙後半戦投開票[a 155]。
- 4月30日 - 天皇の退位等に関する皇室典範特例法の施行に伴い、この日を以って第125代天皇明仁が退位（譲位）。午後5時から退位礼正殿の儀（退位の礼の中心儀式で国事行為たる儀式）が行われた。天皇の退位は光格天皇以来202年ぶりで明仁は歴代天皇の中で退位するのは59人目、一世一元の制となった明治以降かつ憲政史上初めてのことである[9][a 156]。元号「平成」最後の日。（明仁から徳仁への皇位継承）

### 5月
- 5月1日
  - 徳仁が第126代天皇に即位し、「令和（れいわ）」に改元された[a 156]。また雅子は皇后、退位した明仁は上皇、美智子は上皇后、秋篠宮文仁親王は皇嗣となった。本年に限り祝日扱いの休日（天皇の即位の日）となり、祝日に挟まれる4月30日、5月2日両日についても祝日法の規定により国民の休日となる[f 6]。
  - 天皇徳仁の皇位継承に伴い、即位の礼の一環として剣璽等承継の儀及び即位後朝見の儀が、皇居宮殿、正殿松の間にて執り行われた[a 157]。
  - 兵庫県篠山市が、この日から市名を丹波篠山市に変更[a 158]。
  - 西日本新聞が値上げ[c 24]。
- 5月4日
  - 北海道大樹町の民間企業・インターステラテクノロジズが開発したロケット「MOMO3号機」がこの日の朝同町の実験場から打ち上げられ、日本の民間企業として初めて宇宙空間への発射に成功[a 159]。
  - 天皇徳仁の即位を祝う一般参賀が皇居で行われ、141,130人が訪れた。
- 5月8日
  - トヨタ自動車が2018年4月～2019年3月までの売上高を30兆2556億円と発表。日本企業初の30兆越えを記録。
- 5月9日
  - 中国海警局の4隻 (海警1305、海警2306、海警2501、海警35115) が尖閣諸島沖の領海を航行[a 160]。[リンク切れ]
  - 京都市の左京郵便局から、ゆうパック数十個を積んだ軽ワゴン車が行方不明になる事件があり、届け出を受けた京都府警察下鴨警察署が捜索[a 161]。
- 5月15日 - ゆうパック数十個を積んだ軽ワゴン車が行方不明になった事件で、15日昼過ぎに京都市東山区内のコインパーキングで京都府下鴨警察署員が発見し、運転していた27歳の男を横領容疑で逮捕した。荷物は無事だったが、釣り銭用の現金がなくなっていた[a 162]。
- 5月16日 - さいたま市中央区のさいたま赤十字病院で今年3月、女子トイレで死産した妊娠14週目の胎児を病院の清掃員が誤って流すミスがあったことが判明。胎児は現在でも見つかっておらず、病院側は出産した女性等に謝罪した[a 163]。
- 5月17日 - 俳優の廣瀬智紀と女優で元AKB48メンバーの川栄李奈が結婚を発表[7]。
- 5月20日 - 中国海警局の4隻 (海警1501、海警2305、海警2308、海警33115) が尖閣諸島沖の領海を航行[a 164]。[リンク切れ]
- 5月24日 - 中国海警局の2隻 (海警1501、海警33115) が尖閣諸島沖の領海を航行[a 165]。[リンク切れ]
- 5月25日 - アメリカ合衆国のドナルド・トランプ大統領が28日までの3日間の日程で来日。安倍晋三首相と共にゴルフのプレイ、大相撲の観戦をして両国の交流を深めた[a 166]。
- 5月27日
  - 来日中のトランプ米大統領が国賓としてメラニア同夫人とともに即位して間もない天皇皇后との会見に臨んだ[a 167]。
  - 心臓血管修復パッチOFT-G1（後の商品名はシンフォリウム）の世界初の治験1例目が岡山大学病院で実施された。OFT-G1は特別な編み地構造に細胞を取り込み伸張可能であるため、患者が成長しても再手術の行わないですむと期待される。
- 5月28日 - 川崎市多摩区登戸にある登戸第1公園近くの路上で、刃物を両手に持った男が無言で停車中のカリタス小学校のスクールバスの待機列に近付き、不意打ちとして僅か十数秒で児童や保護者を次々と殺傷する事件が発生した。結果として女子小学生1人、子供の見送りをしていた外務省職員の男性1人が死亡した。そして、大人を含めた19名が重軽傷を負った。被疑者の男は、事件を起こした後、自らの首を刺し自殺[a 168][a 169][a 170]。凄惨な事件として安倍首相や来日中のトランプ大統領も言及した。
- 5月29日 - 気象庁が発表する防災気象情報において、警戒レベル（5段階）の運用が開始された[f 7][a 171]。
- 5月30日 - 中国海警局の4隻 (海警1501、海警2305、海警2308、海警33115) が尖閣諸島沖の領海を航行[a 172]。[リンク切れ]
- 5月31日
  - 気象庁は「南海トラフ地震に関連する情報（臨時および定例）」に替わり、「南海トラフ地震臨時情報」および「南海トラフ地震関連解説情報」の提供を開始した[b 15]。
  - 栃木県宇都宮市中心部に存在した大規模商業施設「宇都宮パルコ」が最終営業日を迎え、閉店。22年の歴史に幕を下ろした。開店前は別れを惜しむ買い物客約1,000人が行列を作った[a 173]。

### 6月
- 6月1日
  - 横浜シーサイドラインが運営する金沢シーサイドライン（AGT路線）の新杉田駅で列車が逆走し車止めに衝突する事故が発生。14人が重軽傷を負った[a 174][a 175]。
  - 大手映画館で一般鑑賞料金が1800円から1900円などの値上げ[a 176]。
- 6月4日 - 吉本興業の闇営業問題が発覚し、カラテカの入江慎也が振り込め詐欺などの特殊詐欺グループが主催する会合に、吉本興業を通さない形でのいわゆる「闇営業」で所属芸人を仲介していたとして同日付で契約解除。同じ会合に出席し、「ギャラ」として金銭を受領していたとされる雨上がり決死隊の宮迫博之、ロンドンブーツ1号2号の田村亮ら11人の所属芸人が6月23日に当面の間の活動停止処分となった。さらに、6月27日には他社所属の芸人を通じて暴力団関係者が参加していたとされる別の会合に出席し、「闇営業」を行ったとして、スリムクラブの2人と、6月23日に活動停止処分を受けていた2700の2人も無期限謹慎処分となった[b 16][b 17][b 18]。
- 6月5日 - 漫才コンビ・南海キャンディーズの山里亮太と女優の蒼井優が結婚会見を開催[7]。
- 6月6日
  - 横浜市営地下鉄ブルーラインで朝5時20分ごろ、下飯田駅を発車した湘南台駅発あざみ野駅行き始発列車が、保守用車を移動させるための器具に乗り上げて脱線する事故が発生[a 177]。
  - EXILEのメンバーAKIRAと台湾のモデル・林志玲が結婚[7]。
- 6月8日-6月9日 - G20財務大臣・中央銀行総裁会議が福岡市のヒルトン福岡シーホークで開催[b 19]。
- 6月10日 - 中国海警局の4隻 (海警1307、海警2303、海警2307、海警2501) が尖閣諸島沖の領海を航行[a 178]。[リンク切れ]
- 6月13日 - ホルムズ海峡で日本とノルウェーの海運会社のタンカーが何者かに襲撃された。
- 6月14日 - インターネット上などにおけるチケット類の不正転売等を禁止した特定興行入場券の不正転売の禁止等による興行入場券の適正な流通の確保に関する法律（通称:チケット不正転売禁止法）が施行された[a 179]。
- 6月16日 - 午前5時40分頃、大阪府吹田市の千里山交番前で、警察官が男に刃物で刺され拳銃を奪われる事件が発生。大阪府警察は吹田警察署に捜査本部を設置し、強盗殺人未遂容疑で捜査を開始した[a 180]。翌日、箕面市内の山中で、東京都品川区在住の男が逮捕された[a 181]。
- 6月17日 - 中国海警局の4隻 (海警1310、海警2306、海警2502、海警35115) が尖閣諸島周辺の領海を航行[a 182]。[リンク切れ]
- 6月18日 - 山形県沖でマグニチュード (Mj) 6.7の地震が発生し、新潟県村上市で最大震度6強を観測[b 20][a 183][a 184]。新潟・山形・宮城・石川の4県で重軽傷者が30人以上出た[e 3] ほか、新潟・山形の両県で延べ9,232戸が一時停電した[b 21]。
- 6月19日 - 午後1時過ぎ、神奈川県愛川町で、実刑判決が確定した43歳の男を収容しようと検察官らが自宅に向かった際、男が突然刃物を振り回し、車で逃走する事件が発生。警察は、公務執行妨害の疑いで全国に指名手配した[a 185]。その日の未明、厚木市内で逃走に使ったとされる車が発見された。これを受けて、厚木市と愛川町の小中学校が休校となった[a 186]。男は、23日午前6時30分頃に横須賀市内にある知人のアパートにいるのが見つかり、逮捕された[a 187]。
- 6月26日 - タレントのJOYとモデルのわたなべ麻衣が結婚[7]。
- 6月29日 - 6月28日から第14回20か国・地域首脳会合（G20首脳会合）が大阪府大阪市の大阪国際見本市会場で開催され、自由、公正な貿易へ努力することなどを明記した大阪宣言が採択された[a 188]。
- 6月30日 - 日本政府が国際捕鯨委員会（IWC）を脱退[a 189]。

### 7月
- 7月1日 - 前日付で日本が国際捕鯨委員会を正式に脱退[a 190] したことに伴い、商業捕鯨が31年ぶりに再開。商業捕鯨再開に伴い、調査捕鯨は終了[a 190]。
- 7月3日 - 7月1日からサービスが始まったばかりの7pay（セブン&アイ・ホールディングスグループのセブン・ペイが運営するキャッシュレス決済サービス）で多数の不正アクセスが発覚。発覚時点での被害人数は約900人、合計の被害金額は約5,500万円とされる[a 191]。
- 7月6日 - 百舌鳥・古市古墳群がユネスコの世界文化遺産に登録される。
- 7月9日 - 日本列島に人類がどうやって到達したか検証する国立科学博物館の「3万年前の航海 徹底再現プロジェクト」で、台湾から沖縄県・与那国島まで約225 kmを丸木舟により45時間かけて渡る実験航海に成功した[a 192]。
- 7月10日
  - かんぽ生命保険は顧客に不利益を与える違法な契約が多数発覚したとして、同社社長と日本郵便社長らが記者会見で謝罪、8月末までの全営業活動を自粛[a 193]。
  - 中国海警局の4隻 (海警2146、海警2305、海警2308、海警33115) が尖閣諸島沖の領海を航行[a 194]。
- 7月11日
  - 午前10時6分頃、小惑星探査機「はやぶさ2」が「リュウグウ」への2回目の着陸に成功。今回は4月に作成した人工クレーター付近への着陸で、着陸時に弾丸を発射しクレーターにより露出した内部物質の一部を採取できた可能性がある[a 195][a 196][a 197]。
  - セブン-イレブンが沖縄県に初出店（14店舗同時オープン）し、これにより日本の全都道府県への進出を達成した[b 22][a 198][a 199][a 200]。
- 7月15日 - 中国海警局の4隻 (海警2146、海警2305、海警2308、海警33115) が尖閣諸島沖の領海を航行[a 201]。
- 7月18日
  - 京都市伏見区にある京都アニメーションの第1スタジオで、ガソリンを撒いた上で放火される火災事件が発生[a 202]。京都府警察は放火の疑いで41歳の男の身柄を確保した[a 203]。火災による人的被害は69名でうち36名の死亡が確認されており、警察庁によれば「放火事件としては平成期以降最多の死者数」である[a 204][注 1]。
  - この日、IAEA事務局長の天野之弥が死亡し、31年ぶりに15の専門機関を含む国連機関トップで日本人不在となる[10]。
- 7月21日 - 第25回参議院議員通常選挙投開票。
  - 自民党と公明党の政権与党が改選定数の過半数を得た[a 206]。日本維新の会を含めた「改憲勢力」では、憲法改正の発議に必要な3分の2の議席を獲得する事はできなかった[a 207]。
  - 野党は、立憲民主党・国民民主党の旧民進党勢力は、議席を合わせると計23議席で、前回2016年に民進党が獲得した32議席を下回った。日本共産党は現有議席から1議席下回った。社会民主党は1議席を死守。
  - また今回は、NHKから国民を守る党とれいわ新選組の政党要件のない「その他の政治団体」が新たに議席を獲得し、政党要件を満たした。
- 7月25日 - NHKがホテルの東横インのテレビのNHK受信料支払いを求めた訴訟で、最高裁判所は被告に対する約19億円の支払いを命じる判決が確定[a 208]。
- 7月27日 - 中国海警局の4隻が尖閣諸島周辺の領海を航行[a 209]。

### 8月
- 8月1日
  - 第199回国会（臨時国会）召集。参議院本会議で、議長に自由民主党の山東昭子元副議長、副議長に立憲民主党の小川敏夫元法務大臣をそれぞれ選出[a 210]。
  - セブン・ペイは不正アクセスの発生に伴い、9月30日24時を以て7payの全サービスを廃止することを発表[a 211]。
- 8月2日 - キャッチオール規制における大韓民国のホワイト国（現：グループA）指定の除外が閣議決定される[b 23]。7日に交付、28日に施行される[f 8]。
- 8月3日 - 8月1日から愛知県で開催されているあいちトリエンナーレ2019の一部「表現の不自由展・その後」において、昭和天皇の写真を燃やす映像や慰安婦像（少女像）などを展示していたことに対して抗議が殺到。河村たかし名古屋市長が2日、実行委員長の大村秀章愛知県知事に抗議文を提出、その結果3日の展示を以て企画展の中止が決まった[a 212]。
- 8月4日 - イングランド・ウォーバーンGCで行われたLPGAメジャー大会の『AIG全英女子オープン』最終日で、3日目に首位に立った渋野日向子（RSK山陽放送）が日本国外メジャー初挑戦で初優勝を達成する快挙。日本人女子選手が米国女子メジャー大会を制覇したのは1977年の『全米女子プロゴルフ選手権』での樋口久子以来42年ぶり2人目[a 213]。この優勝によりLPGAツアーの5年シード権取得が可能になったが、渋野はこれを放棄し日本国内ツアーに専念する意向を表明した[a 214]。
- 8月5日 - 第199回国会（臨時国会）はこの日、埼玉県知事選挙出馬のため議員辞職願を提出した大野元裕参院議員（埼玉選挙区）の辞職願を許可し閉会した。なお、参院埼玉選挙区の補欠選挙は10月27日投票で行われる予定[a 215]。
- 8月6日
  - 尖閣諸島沖で中国海警局の4隻 (海警2101、海警2305、海警2502、海警31239) が領海を航行[a 216]。
  - 第101回全国高等学校野球選手権大会が阪神甲子園球場で開幕。
- 8月7日 - 自由民主党筆頭副幹事長の小泉進次郎衆議院議員が、フリーアナウンサーの滝川クリステルと結婚することを発表。併せて妊娠していることも公表した[a 217]。
- 8月8日 - 俳優の速水もこみちと女優の平山あやが結婚[7]。
- 8月9日〜8月12日 - コミックマーケット96（夏コミ）開催。4日間の開催となったほか[c 25]、入場が有料化され、リストバンド型の参加証が必要となった[c 26]。
- 8月10日 - 茨城県の常磐自動車道の守谷サービスエリア付近でレンタカーの男女が前方を走っていた自動車に対しあおり運転を繰り返した上、本線上で無理矢理停車させ、男が被害に遭った運転手の顔面を執拗に殴る[a 218]。
- 8月15日
  - 関東地方や北海道にある信用金庫で、この日朝にシステム障害が発生し、店舗窓口やATM（現金自動預け払い機）での現金の引き出しや振り込みが一時的に利用できない状況となる。午後1時ごろまでに全ての復旧が確認されたが、原因は調査中。北海道（札幌市）、室蘭（北海道室蘭市）、旭川（北海道旭川市）、水戸（水戸市）、青木（埼玉県川口市）、西武（東京）、横浜（横浜市）、湘南（神奈川県横須賀市）の8つの信金で、ともに日本ユニシスの同じシステムを使用している[a 219]。
  - 東京都練馬区の遊園地「としまえん」のプール内にあるアトラクション「ふわふわウォーターランド」で8歳の女児が水面上の遊具の下に浮いているのが発見され、搬送されたが死亡が確認された[a 220]。
  - 台風10号の接近に伴い北陸地方を中心にフェーン現象が発生、新潟県胎内市では40.7℃を観測するなど、猛暑となった[a 221]。
  - 第101回全国高等学校野球選手権大会の大会10日目は台風10号接近による悪天候のためこの日予定されていた全4試合は中止となり以降1日ずつ順延。終戦の日の試合中止は2017年（第99回）以来2年ぶりで正午の黙祷は行われなかった。
- 8月16日
  - 悠仁親王が初めての海外訪問でブータンに渡航(8月25日まで)[a 222]。
  - 尖閣諸島沖で中国海警局の4隻 (海警1103、海警1302、海警2102、海警2203) が領海を航行[a 223]。
- 8月20日 - 昨年8月に陸上自衛隊大津駐屯地で行われた昇任試験の問題を不正に入手し、カンニング行為を行っていたとして、陸上自衛隊伊丹駐屯地は試験を受験した自衛官43人と、試験問題を漏洩した教官2人の合わせて45人を3日から7日の停職処分にしたことを発表[a 224]。
- 8月22日
  - 山形県天童市の63歳の女性薬剤師が自宅で刃物で刺され失血死しているのが発見される。被疑者の68歳の夫が翌23日に東京都内で出頭し逮捕される[a 225]。
  - 第101回全国高等学校野球選手権大会の決勝が阪神甲子園球場で行われ、大阪代表の履正社が石川代表の星稜を5-3で下し初優勝。大阪勢は前年夏（第100回）に続き2年連続の優勝となった。
- 8月26日 - リクルートホールディングス子会社のリクルートキャリアが、独自に予測した「内定辞退率」に関する製品を、就活生の許可を得ずに企業に販売していたとして謝罪[a 226]。
- 8月27日 - 発達した秋雨前線の影響で九州北部で大雨となる[a 227]。
- 8月28日 - トヨタ自動車とスズキは、資本提携に関する合意書を締結したと発表した。トヨタは約960億円でスズキの株式の約4.9%を取得し、スズキも480億円相当のトヨタの株式を持つ。この提携により、国内の自動車メーカーは、トヨタ自動車グループ（ダイハツ工業・日野自動車・マツダ・SUBARU・スズキ）・日産自動車と三菱自動車の連合・ホンダ、以上3つの陣営に分かれることになる[a 228]。
- 8月29日 - 尖閣諸島沖で中国海警局の4隻が領海を航行[a 229]。

### 9月
- 9月1日 - 日本テレビ放送網系列のBSテレビ局・BS日テレが、他のBS民放局より9か月開始が遅れる形で新4K8K衛星放送「BS日テレ4K」の放送を開始[a 230]。
- 9月1日〜7日 - 国際博物館会議が京都市で開催。日本初の開催となる[c 27]。
- 9月3日
  - 安倍晋三首相（自民党総裁）は、この日行われた自民党役員会で、内閣改造ならびに自民党の役員人事を9月11日に実施すると表明した。その上で、首相は役員に対し人事の一任を求め、役員はこれを了承[a 231]。[リンク切れ]
  - モンゴル出身の大相撲の横綱・白鵬が日本国籍を取得したことが、同日付の官報で告示された。日本相撲協会の規約では外国出身の力士について「現役引退後に協会に残り親方となるには日本国籍が必要」であるとしており、これにより白鵬は、現役引退後に親方として、日本相撲協会に残る資格を得た[a 232]。
- 9月4日 - ジャニーズ事務所創業者ジャニー喜多川（7月9日没、享年87）の「お別れの会」が東京ドームで開催され、同事務所の所属タレントをはじめ、かつて同事務所にいたタレント、生前親交のあった著名人や、ファンら約9万人以上が参列した[a 233]。
- 9月5日
  - 関ジャニ∞のメンバー・錦戸亮がこの日、同月末を以て同グループの脱退ならびにジャニーズ事務所を退所することを発表[a 234]。
  - 京急本線神奈川新町駅 - 仲木戸駅間の踏切で、三崎口駅行き快特電車（1000形8両編成）が立往生していた大型トラックと衝突する事故が発生。電車の先頭車から3両目までが脱線し、トラックが炎上した。この事故でトラックの運転手1人が死亡、列車の乗客等合わせて30人以上が負傷[a 235][a 236]。
- 9月9日 - 未明、令和元年房総半島台風（台風15号）が関東地方東部に上陸、千葉県を中心に暴風や停電による甚大な被害をもたらした。関東では観測史上最強の台風と呼ばれた。千葉県市原市ではこの台風により市原ゴルフガーデン鉄柱倒壊事故が発生した。
- 9月11日 - 安倍晋三首相（自民党総裁）は内閣改造・党役員人事に着手。同日に、第4次安倍第2次改造内閣ならびに新しい自民党執行部が発足[a 237]。
- 9月14日 - 熊本市中央区に複合商業施設「SAKURA MACHI Kumamoto（サクラマチクマモト）」がオープンし、9月11日に開業した熊本桜町バスターミナルと一体化した複合施設として供用開始[a 238]。また当日1日に限り、熊本県内の大半の一般路線バスの運賃が無料となった。
- 9月16日 - 中国海警局の4隻 (海警1102、海警2201、海警2302、海警2502) が尖閣諸島沖の領海を航行[a 239]。
- 9月18日 - 宮内庁は大嘗祭に供えるコメを出す悠紀田と主基田の所在地や耕作者を発表した。悠紀田の所在地は栃木県塩谷郡高根沢町、主基田の所在地は京都府南丹市である[a 240]。
- 9月20日
  - 東京都区部にある中央防波堤内側・外側埋立地の境界線の確定を求める裁判において、東京地方裁判所は境界未定地域の20.7%が大田区、79.3%が江東区に帰属するとの判決を言い渡した[a 241]。のちに大田区帰属部分の町名は「令和島」、江東区帰属部分のうち中央防波堤内側埋立地部分の町名は「海の森」となった。
  - ラグビーワールドカップ2019が日本で開幕。アジア初の開催となる[a 242]。
- 9月21日
  - 山梨県南都留郡道志村のオートキャンプ場でキャンプに参加していた小学1年生の女児が失踪。
  - 俳優の窪田正孝と女優の水川あさみが結婚[7]。
- 9月28日
  - 第74回国民体育大会（いきいき茨城ゆめ国体）茨城県で開催[f 9]（10月8日まで）。
  - TOKIOメンバーの城島茂とタレントの菊池梨沙が結婚を発表[7]。
- 9月30日
  - この日までにファミリーレストランの日本国内大手のサイゼリヤとココスが全店全席全時間帯で完全禁煙化[a 243]。
  - 最後までポケベル事業を行なってきた東京テレメッセージがポケベル事業から撤退。これにより、51年間続いたポケベルのサービスは完全に終了した[a 244]。

### 10月
- 10月1日

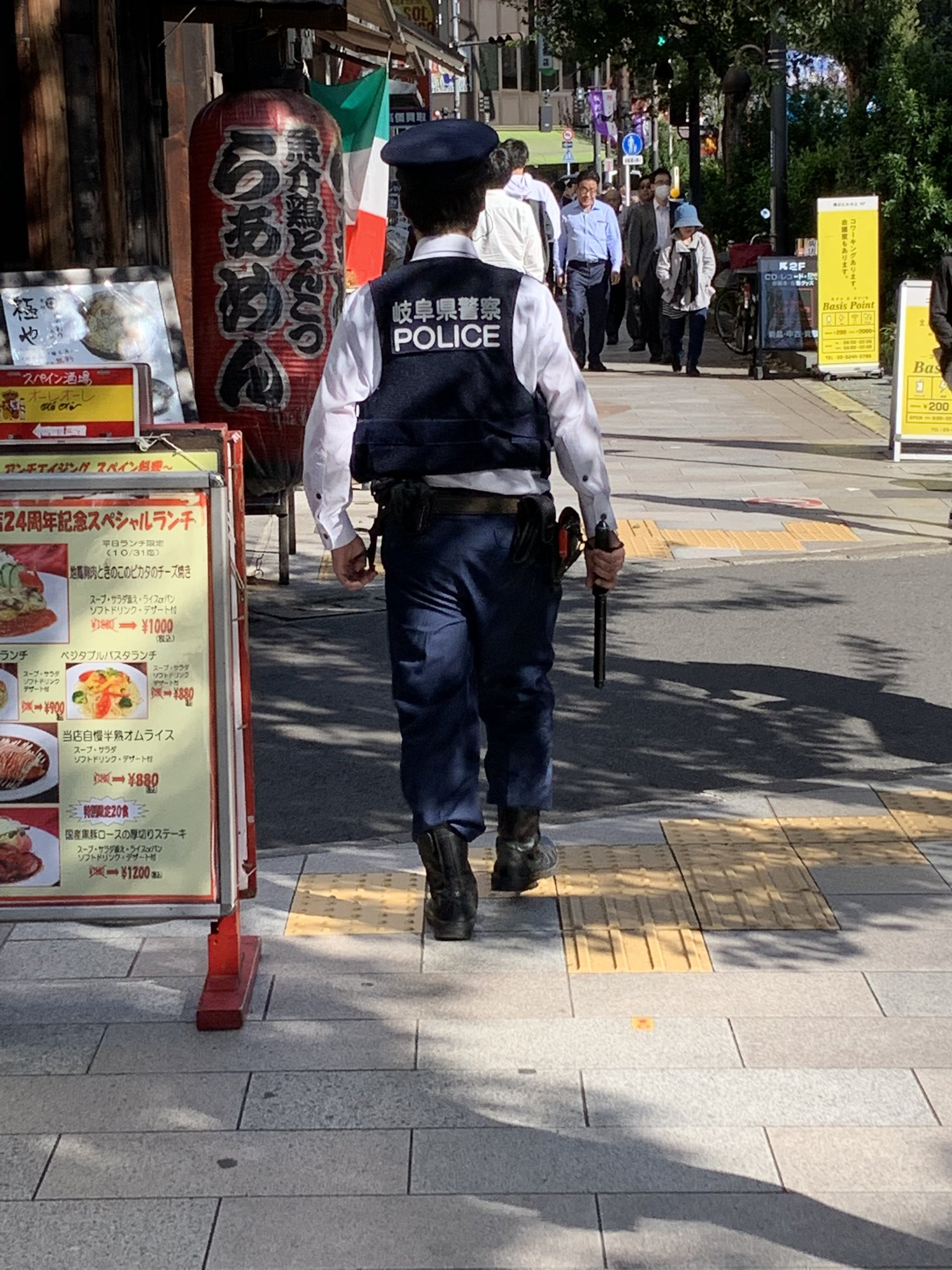
天皇徳仁の即位礼正殿の儀に前後して東京都千代田区神田神保町で警戒に当たる岐阜県警察（23日）

  - 消費税率が8％から10%に引き上げられた。ただし、軽減税率制度が導入され、酒類・外食を除く飲食料品など一部の商品については税率を8%に据え置いた[a 245][c 28]。
  - 消費税率引き上げに伴い、需要平準化対策とキャッシュレス対応による生産性向上と利用者の利便性向上を目的とした「キャッシュレス・消費者還元事業」が開始。店舗によって指定されたキャッシュレス決済で支払う事で、2～5パーセントのポイント還元、もしくは即時値引きが適用される（2020年6月まで）[c 29]。
  - 沖縄都市モノレール線（ゆいレール）の首里駅 - てだこ浦西駅（浦添市）間が延伸開業[a 246]。
  - 周辺の商業複合エリア（下記参照）の完成・街開きに先立ち、同日より東急田園都市線南町田駅の駅名を「南町田グランベリーパーク駅」に改称、平日も含めて急行停車駅となった[b 24][a 247] 。
  - 消費税率引き上げにより全国の鉄道事業者が運賃改定（税率引き上げ分の値上げ）を実施。また、複数の鉄道事業者において運賃改定に期日を合わせる形で多くの駅名が改称された（詳細は「2019年の鉄道#10月」を参照）。
- 10月2日 - NHKから国民を守る党に所属していた東京都中央区議を脅す内容の動画をインターネットに投稿したとして、警視庁は同党の立花孝志党首を脅迫容疑で書類送検[a 248]。[リンク切れ]
- 10月7日
  - 9時7分ごろ、石川県・能登半島沖の北西約350キロの日本の排他的経済水域（EEZ）内で、水産庁の漁業取締船「おおくに」と北朝鮮の漁船が衝突した。漁船は約20分後に沈没したが、乗組員は北朝鮮の別の漁船に全員救助されたとみられる[a 249]。
  - 中国海警局の4隻 (海警1103、海警1302、海警2102、海警2203) が尖閣諸島沖の領海を航行[a 250]。
- 10月12日 - 夕方頃、令和元年東日本台風（台風19号）が日本の伊豆半島に上陸、その後首都圏を直撃した。同年の9月9日に上陸した房総半島台風と比較すると約6倍の大きさの台風で、関東地方における雨量と風速について観測史上最高の記録を軒並み更新。大雨特別警報が静岡県，神奈川県，東京都，埼玉県，群馬県，山梨県，長野県，茨城県，栃木県，新潟県，福島県，宮城県，岩手県の13都県で発令された。また、長野県の千曲川では堤防が決壊し、その他の多数の河川でも氾濫が起き、多くの地域で大規模な浸水が発生。かつて経験したことのない災害が発生した[a 251][リンク切れ][a 252]。同時に、首都圏を中心とした約37万戸以上の大停電が発生した[a 253]。
- 10月13日 - ラグビーワールドカップ2019で日本代表が1次リーグを全勝し、初となる決勝トーナメント（ベスト8）への進出を決めた[a 254]。
- 10月14日 - 第31回出雲全日本大学選抜駅伝競走で國學院大學が初優勝（三大駅伝初優勝）[a 255]。
- 10月16日 - 中国海警局の4隻が尖閣諸島沖の領海を航行[a 256]。
- 10月17日 - 大阪府大東市の阪奈病院は、2017年から今年にかけて、抗生物質がほとんど効かないとされる「多剤耐性アシネトバクター（MDRA）」という菌に結核の入院患者19人が感染し、1人が発症して死亡していたことを公表。感染症法は医療機関に対し、発症が確認されれば報告を義務づけているが、病院側は約7カ月間にわたり報告せず放置していた。また、病院側は約2年半前から感染が相次いでいることを把握していたにもかかわらず、内部の専門委員会で院内感染の疑いを一度も協議していなかったことが判明[a 257]。
- 10月22日 - 天皇徳仁の即位の礼の中心儀式・即位礼正殿の儀が行われた。この日より数日にわたり饗宴の儀も催された。同日は「即位礼正殿の儀の行われる日」として祝日扱いの休日となった。ただし、多くのカレンダーは日付の色を「赤」ではなく「黒」とした。なおこの日に予定していた祝賀御列の儀は、台風19号による被害を考慮し、11月10日に延期となった[a 258]。
- 10月25日 - 千葉県を中心とする東日本の太平洋沿岸で記録的な豪雨が発生した[a 259]。[リンク切れ]
- 10月26日
  - 格安航空会社（LCC）で日本国内2位のピーチ・アビエーションと同3位バニラ・エアが経営統合[a 260]。バニラ・エアは解散。
  - 中国海警局の4隻 (海警1301、海警1305、海警2501、海警14063) が尖閣諸島沖の領海を航行[a 261]。
- 10月28日 - ニコニコ生放送でライブ配信しながら富士山に登山していた47歳の男性が山頂から滑落し死亡。
- 10月31日
  - 沖縄県那覇市の首里城で火災が発生し、正殿と北殿、南殿など主要な建物が全焼した[a 262]。[リンク切れ]
  - KADOKAWAが埼玉県所沢市に建設中のところざわサクラタウンやCOOL JAPAN FOREST構想の詳細が椿山荘にて発表される。
  - 日本最古のモノレールである東京都交通局上野懸垂線が車両の老朽化などを理由にこの日限りで休止[b 25]（その後モノレールなど鉄道としての復活を断念し2023年12月27日に廃止）。

### 11月
- 11月1日 - 渋谷駅直上に開発された超高層複合ビル「渋谷スクランブルスクエア」の東棟（高さ約230m、地上47階・地下7階建て）が開業[b 26]。
- 11月2日
  - 午後5時半過ぎに鹿児島県の薩摩硫黄島で噴火が発生。噴煙の高さが1000メートルに達し、噴火警戒レベルが2に引き上げられた[a 263]。
  - ラグビーワールドカップ2019の決勝戦が横浜国際総合競技場（日産スタジアム）で開催。南アフリカがイングランドを破って3大会ぶり3度目の優勝[a 264]。
- 11月5日 - プロゲーマーのふ〜どとグラビアアイドルの倉持由香が結婚[7]。
- 11月8日 - 中国海警局の4隻 (海警1102、海警2201、海警2301、海警2302) が尖閣諸島沖の領海を航行[a 265]。
- 11月9日 - 皇居前広場にて「天皇陛下御即位をお祝いする国民祭典」が催された。
- 11月10日 - 延期されていた即位の礼の一環行事、祝賀御列の儀が行われた。
- 11月13日
  - 調査を終えた小惑星探査機「はやぶさ2」が午前10時すぎに「リュウグウ」を出発[a 266]。
  - 10月に南町田駅から改称した東急田園都市線南町田グランベリーパーク駅の南側（旧グランベリーモール跡地や鶴間公園などを含む再開発エリア[b 27]）にオープンモール型の商業施設を中心とした新たなまちとなる「南町田グランベリーパーク」が完成・街開きを迎えた[注 2][b 24][a 247][b 28]。
  - 菅義偉官房長官が来年度の「桜を見る会」を中止すると発表。
  - 加藤紗里が一般人男性との結婚を発表。[11]。
- 11月14日・11月15日 - 天皇徳仁と皇后雅子が、天皇一代において一度のみ行われる宮中祭祀である大嘗祭（だいじょうさい）の中心儀式、大嘗宮の儀（だいじょうきゅうのぎ）を執り行う。
- 11月16日 - 高輪ゲートウェイ駅（JR山手線・京浜東北線、2020年春開業）建設に伴う線路切り替え工事のため、山手線の上野駅・大崎駅間（東京駅経由）が始発電車から16時過ぎまで、京浜東北線の田町駅・品川駅間が終日、いずれも運休。JR東日本によると、山手線の工事に伴う運休は初めてのこと[a 267][a 268][リンク切れ]。
- 11月20日
  - 安倍晋三内閣総理大臣の通算の首相在任期間が2887日に達し、桂太郎を抜き記録更新して憲政史上最長任期の首相となった[a 269]。
  - 2016年リオ五輪卓球男子シングルス銅メダリストの水谷隼（木下マイスター東京）から現金を脅し取ろうとしたとして、警視庁池袋署が恐喝未遂の疑いでいずれも駒澤大学3年の男2人（いずれも20歳）と19歳のアルバイトの女を逮捕。調べに対し男一人は容疑を否認している[a 270][a 271]。
- 11月22日 - ロックバンド・back numberのドラム・栗原寿と女優の川村ゆきえが結婚を発表[7]。
- 11月23日
  - ローマ教皇のフランシスコが38年ぶりに来日（当時のヨハネ・パウロ2世以来）[a 272]。
- 11月26日 - NHKは2020年度の大河ドラマ『麒麟がくる』の放送開始日を当初から2週間延期することを発表（史上初）、主要な役での出演を予定していた沢尻エリカが逮捕されたことによって、代役の川口春奈による撮り直しを余儀なくされたため[a 273]。[リンク切れ]
- 11月27日 - 元『MEN'S NON-NO』のモデルで映像作家の米倉強太とモデルのラブリが結婚[12]。
- 11月30日
  - 神奈川県内を走る相鉄（相模鉄道）線とJR東日本線（東海道貨物線）が同日新規開業する羽沢横浜国大駅を経由して相互直通運転開始。また、朝のラッシュ時などにはJR埼京・川越線との直通運転を実施し、埼玉県の川越駅まで乗り入れる（詳細は「神奈川東部方面線」および「相鉄・JR直通線」を参照）[a 274]。
  - 2020年東京オリンピックのメイン会場となる国立競技場（オリンピックスタジアム）（国立霞ヶ丘競技場陸上競技場の建て替え）の工事が完了。

### 12月
- 12月7日
  - 三菱電機の新入社員が同年8月にパワーハラスメントを苦に自殺していた件で、加害者の上司がこの日書類送検された。これらのことが影響し、同社は2年連続でブラック企業大賞を受賞[a 275]。
  - 神奈川県の行政文書が記録されたハードディスクドライブがネットオークションに転売されていた問題で、データ廃棄企業のブロードリンクの50代社員が逮捕[a 276]。
- 12月11日 - 中国海警局の4隻が尖閣諸島周辺の領海を航行[a 277]。
- 12月14日 - 南町田グランベリーパーク内に「スヌーピーミュージアム」が開館[b 24][a 247][b 29]。
- 12月16日 - 四国フェリーが運航を休止。これにより、岡山県玉野市宇野（宇野港）と香川県高松市（高松港）を結ぶ定期航路（宇高航路）がすべてなくなり、国鉄宇高連絡船開設からの109年の歴史にいったん幕を閉じることとなった[a 278]。
- 12月17日 - 中国公船が尖閣諸島沖の領海を航行[a 279]。
- 12月18日 - 大和ハウス工業は実務経験が規定より不足しているにもかかわらず国家資格の施工管理技士を不正に取得していたとして、社員349人の合格を取り消すことを発表[a 280]。
- 12月24日 - お笑い芸人のバカリズムと元でんぱ組.incメンバーの夢眠ねむが結婚[7]。
- 12月28日〜12月31日 - コミックマーケット97（冬コミ）開催。夏コミに続き4日間の開催となり[c 25]、リストバンド（入場料）も必要となる[c 26]。
- 12月30日 - 中国海警局の4隻が尖閣諸島沖の領海を航行[a 281]。
- 12月31日 - 特別背任などの罪で起訴されていた日産自動車前会長のカルロス・ゴーンがレバノンへ無断で出国したことが発覚。これを受け東京地裁は、海外渡航禁止の保釈条件に違反したとして保釈を取り消した[a 282]。

## 社会

### 政治
国政選挙
- 4月21日 - 国会議員の前期補欠選挙（統一地方選挙後半と同時）
  - 衆議院沖縄県第3区（玉城デニー【自由党】が沖縄県知事選挙出馬のため失職したことによる）
  - 衆議院大阪府第12区（北川知克【自由民主党】が2018年12月26日に死去したことによる）
  - 参議院兵庫県選挙区では鴻池祥肇【自由民主党】が2018年12月25日に死去したことによる欠員が生じたが、鴻池の任期満了日が2019年7月28日であったために公職選挙法の規定[注 3]により補欠選挙の対象とならなかった。
- 7月21日 - 第25回参議院議員通常選挙
  - 本選挙で徳島県・高知県選挙区と鳥取県・島根県選挙区が完全に合区。埼玉県選挙区が定数6から8（改選数は3から4）に増員。比例代表は定数96から100（改選数は48から50）になった[a 283]。本選挙後の議員数は245人になった（第26回（2022年）で248人になる）。選挙前は選挙区2人、比例代表2人が欠員であった。
- 10月26日 - 国会議員の後期補欠選挙
  - 参議院埼玉県選挙区（大野元裕【国民民主党】が埼玉県知事選挙出馬のため辞職したことによる）

地方選挙
- 1月27日
  - 山梨県知事選挙[a 284]
  - 北九州市長選挙[a 285]
- 2月3日 - 愛知県知事選挙[a 286]
- 4月7日 - 第19回統一地方選挙（前半）
  - 鳥取県知事選挙[c 30]
  - 福井県知事選挙[c 31]
  - 三重県知事選挙
  - 北海道知事選挙
  - 神奈川県知事選挙
  - 福岡県知事選挙
  - 大分県知事選挙
  - 島根県知事選挙
  - 奈良県知事選挙
  - 徳島県知事選挙
  - 大阪府知事選挙
- 4月21日 - 第19回統一地方選挙（後半）
- 6月2日 - 青森県知事選挙（令和初の知事選挙）
- 7月21日 - 群馬県知事選挙（参院選と同時）
- 8月25日 - 埼玉県知事選挙
- 9月8日 - 岩手県知事選挙
- 11月24日 - 高知県知事選挙

その他のできごと
- 4月10日 - 桜田義孝オリンピック・パラリンピック担当大臣が不適切発言により更迭された[a 287]。
- 6月17日 - イージス・アショアを秋田市に配備する計画に関して、県民に不利益を与えるデータ誤りと、説明会における職員の居眠りなどに関して、岩屋毅防衛大臣は、佐竹敬久秋田県知事に謝罪。再調査し、配備への理解を継続して求めた[a 288]。
- 6月21日 - 金融庁の金融審議会市場ワーキンググループの報告書、いわゆる「老後2000万円不足」を麻生太郎財務大臣が受け取りを拒否していた件で、政府はこの日、「調査に膨大な時間を要するため、お答えすることは困難である」とする答弁書を閣議決定[a 289]。
- 8月7日 - 幸手市長の渡辺邦夫が飲食店で店員を殴ったとして現行犯逮捕[a 290]。
- 9月25日 - 自由民主党の石崎徹衆議院議員が秘書の男性を暴行するなどしたとして、書類送検[a 291]。
- 11月1日
  - 萩生田光一文部科学大臣は2021年の大学入学共通テストにおける英語民間試験の導入の延期を発表、公平性の欠如などが原因[a 292]。
  - 改正地方税法に基づき同年6月から総務省が認めた自治体のみが参加できるふるさと納税の新制度に移行していたが、大阪府泉佐野市は法施行前に総務省が通知した新制度での返礼品の基準に従わず寄付を集めたなどの理由で除外された問題で、千代松大耕市長を首長を務める同市が同省を提訴（判決は2020年1月30日の予定）[a 293]。
- 12月4日 - 桜を見る会の招待者名簿の印刷物が廃棄されていたもののバックアップデータを復元しなかったのを批判されたことに対して、菅義偉官房長官は「バックアップデータは職員が通常の業務でアクセスできるものではないため公文書ではない」との政府公式見解を発表[a 294]。
- 12月7日 - 萩生田光一文部科学大臣は2021年の大学入学共通テストにおける国語と数学で出題予定だった記述式問題の無期限見送りを発表、正確な採点体制を整えることが困難なため[a 295]。
- 12月19日
  - 文部科学省の川端和明元国際統括官が宇宙航空研究開発機構の業務を巡る汚職事件で、飲食接待を受けたとして収賄罪で有罪判決を受け、国家公務員法に基づき失職[a 296]。
  - 地方創生の一環として東京一極集中を緩和するために東京圏への人口の転入と転出を2020年までに均衡させるとした目標を断念し、2024年までに同目標を達成するよう修正[a 297]。
- 12月25日 - 自由民主党の秋元司衆議院議員がカジノを含む統合型リゾート（IR）への参入を目指していた中国企業から賄賂を受領したとして逮捕[a 298]。

### 経済
- 4月9日：政府が紙幣の刷新を発表した。予定は2024年度上期。金融機関では現金を取り扱う機器に影響が出る[13]。
- 5月1日：改元と4月27日から5月6日までの10連休に伴い、金融機関では顧客への周知・ATMの補充・システムや帳票の改定などが発生した[14]。
- 6月：人生100年時代の資産形成促す金融審議会の報告書が「2000万円問題」に発展した。これにより国民の関心が高まり、個人型確定拠出金（iDeco）の申し込みが増加した[15]。
- 9月、10月：大型台風（15号・19号）の上陸により、5県で12金融機関・15カ店が営業休止となった[16]。
- 10月1日：消費税率の8%から10%への引き上げに伴い、金融機関では各種手数料の改定やキャッシュレス決済によるポイント還元などにより対応した[17]。
- かんぽ生命保険が行った2014年からの18万件の不適切な販売が発覚した[18]。

### 交通

#### 鉄道
- 11月30日 - 神奈川東部方面線のうち、相鉄・JR直通線が開業[b 30]。

### イベント
- 東京都豊島区で東アジア文化都市を開催。

## 自然科学

### ノーベル賞
ノーベル賞の自然科学分野において日本人1人が受賞した。
- 化学賞 ‐ 吉野彰：リチウムイオン二次電池の開発（ジョン・グッドイナフ、スタンリー・ウィッティンガムとの共同受賞）[a 299]

## 天候・天災・観測等

### 気象・地象・天象

#### 自然災害
- 台風
  - 令和元年房総半島台風（台風15号）[b 31] - 「非常に強い」勢力のまま関東地方に9月9日上陸し、千葉県を中心に暴風による住宅被害（一部破損も含め同県内で6万棟以上、県外も含めて7万棟以上[b 32]）や長期に及ぶ停電（ピーク時に同県内で約64万戸[a 300]、県外も含めて約93万戸停電[a 301]）など甚大な被害となった。政府はこの台風による被害について激甚災害に指定している[a 302]。
  - 令和元年東日本台風（台風19号）[b 31][a 303] - 「大型で強い勢力」を保ったまま伊豆半島に10月12日上陸し関東地方や福島県を縦断、関東のみならず甲信地方、東北地方などで記録的な大雨となり、土砂災害や堤防の決壊などによる河川の氾濫も各地で起きて甚大な被害となった。床上浸水は2万5千棟以上、床下浸水は3万棟以上に及び、死者・行方不明者も90人以上に上っている[a 304]。政府はこの台風による被害に対して激甚災害[a 305][f 10]、特定非常災害（台風としては初）[f 11]、大規模災害復興法の非常災害（2例目）[f 12] の適用を行っている。
- 大雨・洪水
  - 6月29日 - 梅雨前線と低気圧の影響で九州南部で大雨となった[a 306]。大雨は長期間続き、鹿児島県・熊本県、宮崎県では、土砂災害が38か所確認された[a 307]。また、川の堤防の決壊なども発生し、110万人以上の人に避難指示が出された[a 308]。鹿児島県では2人が死亡、5人が重軽傷を負いほか、3県合計で521棟の住宅で浸水や半壊などの被害が発生した[e 4]。
  - 8月27日 - 秋雨前線の停滞により、九州北部で大雨となった[a 309]。佐賀県・福岡県・長崎県では浸水被害が多数発生し、佐賀市の市街地を始めとする佐賀平野が広範囲にわたり冠水した[a 310]。佐賀県武雄市では2人、福岡県八女市では1人が死亡した[a 311]。また、佐賀県大町町や伊万里市の複数の鉄鋼所から油が流出した[a 312][e 5]。
  - 8月30日 - 北海道で大気の状態が不安定となり、岩見沢市と三笠市に記録的短時間大雨情報が発令される。このうち、岩見沢では15時30分すぎまでの1時間に降った雨の量が94.5ミリと観測史上最大を記録。道路が冠水したり、JRが運休になるなどの被害が出た[a 313]。
  - 9月3日 - 岡山県新見市付近で1時間に100ミリ超の雨が降ったとして気象庁は「記録的短時間大雨情報」を出した。一夜明けた4日、新見市を中心に住宅の浸水被害や土砂崩れが相次いで判明した[a 314]。
  - 10月25日 - 台風21号や低気圧による大雨で、千葉県や福島県では、河川氾濫や土砂災害が相次ぎ、人的被害も出た[a 315]。国土交通省によると、28日までに福島や千葉など5県の34河川で浸水被害が確認された。浸水範囲は計約2400ヘクタールに上った[a 316]。
- 地震
  - 1月3日 - 18時10分頃、熊本県熊本地方を震源とするマグニチュード (Mj) 5.1の地震が発生、同県和水町で最大震度6弱、さらに熊本市北区と玉東町で震度5弱の揺れを観測した。気象庁は同日の記者会見で、2016年の熊本地震とは直接の関係がなく、これまでに知られていない活断層に因る可能性が高いと発表[a 24][a 25]。4人が負傷[e 1]。またこの地震により、九州新幹線が博多駅 - 熊本駅間で地震発生時から終日運休するなどの影響が出た[a 26]。
  - 2月21日 - 21時21分頃、北海道胆振地方中東部を震源とするMj 5.8の地震が発生、厚真町で震度6弱を観測した。6人が負傷[e 2]。厚真町では約100戸で断水が続いた他、同町吉野地区などで雪崩も発生。さらに翌22日朝も鉄道など交通の一部に影響が出た[a 89]。気象庁はこの地震を前年9月に発生した北海道胆振東部地震の余震とみている[a 90]。
  - 5月10日 - 8時48分頃、日向灘を震源とするMj 6.3の地震が発生、宮崎市と都城市で震度5弱を観測した。その後も余震が数回発生し、2人が負傷[e 6]、配水管に穴が開くなどの被害が発生した[a 317]。今回の地震について気象庁は南海トラフ巨大地震の発生確率が高まったわけではないとしている[a 318]。
  - 6月18日 - 22時22分頃、山形県沖を震源とするMj 6.7の地震が発生、新潟県村上市で最大震度6強、さらに山形県鶴岡市で震度6弱の揺れを観測した[b 20][a 183][a 184]。新潟・山形・宮城・石川の4県で重軽傷者が30人以上出た[e 3] ほか、新潟・山形の両県で延べ9,232戸が一時停電した[b 21]。

#### 観測（天象含む）
- 1月6日 - 日本で部分日食を観測（詳細は「2019年1月6日の日食」を参照）。
- 5月26日 - 5月としてはかなり強い暖気の影響で北海道を中心に各地で気温が上がった。同道佐呂間町では国内の5月の最高気温及び、北海道の年間の最高気温を共に更新する39.5℃を観測した[a 319]。
- 8月15日 - 台風10号の接近に伴い北陸地方を中心にフェーン現象が発生、新潟県胎内市では40.7℃を観測するなど、猛暑となった[a 221]。
- 12月26日 - 日本で15時35分 (食の最大) に部分日食を観測（グアムなどでは金環日食となった。詳細は「2019年12月26日の日食」を参照）。

## 文化と芸術

### 流行
- タピオカが大流行した。

#### 流行語
ユーキャン新語・流行語大賞
以下に本年の受賞語を列記する。なお、肩書きや役職などは受賞当時のものである。
- 年間大賞
  - ONE TEAM（ラグビーワールドカップ2019 日本代表）

- トップテン入賞
  - 計画運休（国土交通省）
  - 軽減税率（秋葉弘道〈有限会社アキダイ代表取締役社長〉）
  - スマイリングシンデレラ/しぶこ（渋野日向子〈プロゴルファー〉）
  - タピる（たぴりすと。の華恋と奈緒）
  - ＃KuToo（石川優実〈アクティビスト〉）
  - ◯◯ペイ（PayPay）
  - 免許返納（免許返納された全ての人）
  - 闇営業（FRIDAY編集部）
  - 令和（御田良知〈坂本八幡宮宮司〉）

- 選考委員特別賞
  - 後悔などあろうはずがありません（イチロー〈元プロ野球選手・メジャーリーガー〉）

### 音楽
- 日本レコード大賞（TBS系）の大賞をFoorin「パプリカ」が受賞した（史上最年少での受賞）[a 320]。
- サブスクリプション形式の音楽ストリーミングが本格的な普及期に入り、あいみょんに続きOfficial髭男dism、King Gnuなどがストリーミングからブレイクした[19]。同年の新語・流行語大賞には「サブスク」がノミネートされた[20]。
- 1月27日、アイドルグループの嵐が2020年末をもって活動を休止することを発表。6月に発売されたベストアルバムは自身初、令和初のダブルミリオンセールスを達成した[21]。
- 2月13日 - 『瞬間的シックスセンス』（あいみょん）
- 2月22日 - 『白日』（King Gnu）
- 2月27日 - 『黒い羊』（欅坂46）
- 3月27日 - 『キュン』（日向坂46）
- 4月10日 - 『だから僕は音楽を辞めた』（ヨルシカ）
- 4月17日 - 『ハルノヒ』（あいみょん）
- 4月17日 - 『9999』（THE YELLOW MONKEY）
- 5月14日 - 『まちがいさがし』（菅田将暉）
- 5月15日 - 『Pretender』（Official髭男dism）
- 5月29日 - 『Sing Out!』（乃木坂46）
- 5月29日 - 『NEW LOVE』（B'z）
- 6月19日 - 『834.194』（サカナクション）
- 6月26日 - 『5×20 All the BEST!! 1999-2019』（嵐）
- 7月3日 - 『紅蓮華』（LiSA）
- 7月10日 - 『aurora arc』（BUMP OF CHICKEN）
- 7月19日 - 『天気の子』（RADWIMPS）
- 7月31日 - 『宿命』（Official髭男dism）
- 8月12日 - 『馬と鹿』（米津玄師）

### 映画
邦画
アニメーション映画については後節「#アニメ」を参照。
- 2月22日 - 『翔んで埼玉』（監督：武内英樹）公開。
- 4月19日 - 『キングダム』（監督：佐藤信介）公開。
- 7月26日 - 『アルキメデスの大戦』（監督：山崎貴）公開。
- 9月13日 - 『記憶にございません!』（監督：三谷幸喜）公開。

洋画
- 4月26日 - 『アベンジャーズ/エンドゲーム』（監督：アンソニー・ルッソ、ジョー・ルッソ）公開。
- 5月31日 - 『ゴジラ キング・オブ・モンスターズ』（監督：マイケル・ドハティ）公開。
- 6月7日 - 『アラジン』（監督：ガイ・リッチー、ディズニー映画）公開。興行収入は120億円を突破している[a 321]。
- 7月12日 - 『トイ・ストーリー4』（監督：ジョシュ・クーリー、 ディズニー/ピクサー映画）公開。興行収入は100億円を突破している[a 322]。
- 7月26日 - 『ペット2』（監督：クリス・ルノー）公開。
- 8月9日 - 『ライオン・キング』（監督：ジョン・ファヴロー、ディズニー映画）公開[a 323]。
- 10月4日 - 『ジョーカー』（監督：トッド・フィリップス）公開。
- 11月22日 - 『アナと雪の女王2』（監督：クリス・バック、ジェニファー・リー、ディズニー映画）公開。
- 12月20日 - 『スター・ウォーズ/スカイウォーカーの夜明け』（監督：J・J・エイブラムス）公開。

### テレビ
- 12月31日 - 『第70回NHK紅白歌合戦』放送。

#### お笑い
コンテスト番組の優勝者
上方漫才大賞
- 中川家（吉本興業）

NHK上方漫才コンテスト
- さや香（吉本興業）

ABCお笑いグランプリ
- エンペラー（現・華山）（吉本興業）

M-1グランプリ（テレビ朝日系）
- ミルクボーイ（吉本興業）

R-1ぐらんぷり（フジテレビ系）
-  霜降り明星 粗品（吉本興業）

キングオブコント（TBS系）
- どぶろっく（浅井企画）

女芸人No.1決定戦 THE W（日本テレビ系）
- 3時のヒロイン（吉本興業）

### アニメ
アニメーション映画
- 1月〜3月 - PSYCHO-PASS サイコパスシリーズの完全新作となる劇場版三部作『PSYCHO-PASS サイコパス Sinners of the System』（監督：塩谷直義）が順次公開[a 324][a 325]。
- 2月8日
  - シティーハンターの劇場アニメ最新作『劇場版シティーハンター 〈新宿プライベート・アイズ〉』（監督：こだま兼嗣）公開[a 326]。
  - 幼女戦記の劇場アニメ『劇場版 幼女戦記』公開[a 327]。
- 2月9日 - コードギアスシリーズの完全新作となる『コードギアス 復活のルルーシュ』（監督：谷口悟朗）公開[a 328]。
- 3月1日 - 『ドラえもん のび太の月面探査記』（監督：八鍬新之介、脚本：辻村深月）公開。
- 4月12日 - 『名探偵コナン 紺青の拳』（監督：永岡智佳、脚本：大倉崇裕）公開[a 329]。興行収入は前作に続いて90億円を突破し[a 330]、7作連続でシリーズ最高興収を更新している[a 331]。
- 5月10日 - 甲鉄城のカバネリのTVアニメの続編を描く劇場アニメ『甲鉄城のカバネリ 海門決戦』（監督：荒木哲郎）公開[a 332]。
- 5月24日 - XFLAGとTRIGGER共同制作の劇場アニメ『プロメア』（監督：今石洋之、脚本：中島かずき）公開[a 333][a 334]。
- 7月12日 - 『劇場版ポケットモンスター ミュウツーの逆襲』をフルCGリメイクした『ミュウツーの逆襲 EVOLUTION』が公開。
- 7月19日 - 新海誠による3年ぶりの新作『天気の子』公開[a 335]。興行収入は140億円を突破し、本年度公開の全映画の中で興収第1位となっている[a 336][a 337][f 13]。
- 8月9日 - 『ONE PIECE STAMPEDE』（監督：大塚隆史）公開。
- 10月26日 - 冴えない彼女の育てかたの劇場アニメ『冴えない彼女の育てかた Fine』（総監督：亀井幹太）公開[a 338][a 339]。
- 12月20日 - 2016年公開のアニメ映画『この世界の片隅に』に約30分間の新規映像が追加された長尺版『この世界の（さらにいくつもの）片隅に』（監督：片渕須直）公開[a 340]。

テレビアニメ
- 吾峠呼世晴の漫画『鬼滅の刃』（週刊少年ジャンプ連載）のテレビアニメ作品が、TOKYO MXほかにて4月から9月まで放送。
- 『フルーツバスケット』のテレビアニメ2019年版（2001年にアニメ放送）が4月6日から放送された。

### ゲーム

#### コンピュータゲーム
12月12日 - 
『SEKIRO: SHADOWS DIE TWICE』が「The Game Awards 2019」の最高賞（Game of the Year）を受賞した。
ゲームソフト
1月11日 - 『New スーパーマリオブラザーズ U デラックス』
1月17日 - 『エースコンバット7 スカイズ・アンノウン』
1月25日 - 『バイオハザード RE:2』
1月25日 - 『キングダム ハーツIII』
2月14日 - 『JUMP FORCE』
2月14日 - 『TETRIS 99』（Nintendo Switch Online）
2月22日 - 『Anthem』
3月1日 - 『デッド オア アライブ6』
3月8日 - 『デビルメイクライ5』
3月15日 - 『ディビジョン2』
3月20日 - 『スーパーロボット大戦T』
3月22日 - 『SEKIRO: SHADOWS DIE TWICE』
3月29日 - 『ヨッシークラフトワールド』
4月26日 - 『Days Gone』
6月20日 - 『妖怪ウォッチ4 ぼくらは同じ空を見上げている』
6月28日 - 『スーパーマリオメーカー2』
7月9日 - 『eBASEBALLパワフルプロ野球2020』
7月18日 - 『プロ野球スピリッツ2019』
7月25日 - 『釣りスピリッツ Nintendo Switchバージョン』
7月26日 - 『ファイアーエムブレム 風花雪月』
9月6日 - 『モンスターハンターワールド：アイスボーン』
9月20日 - 『ゼルダの伝説 夢をみる島』（リメイク）
9月27日 - 『FIFA 20』
9月27日 - 『ドラゴンクエストXI 過ぎ去りし時を求めて S』
10月18日 - 『リングフィット アドベンチャー』
10月25日 - 『コール オブ デューティ モダン・ウォーフェア』
10月31日 - 『ルイージマンション3』
10月31日 - 『ペルソナ5 ザ・ロイヤル』
11月8日 - 『DEATH STRANDING』
11月15日 - 『ポケットモンスター ソード・シールド』
11月19日 - 『シェンムーIII』
11月28日 - 『十三機兵防衛圏』
ゲーム機
9月20日 - 任天堂が携帯型ゲーム機「Nintendo Switch Lite」を発売。
スマートフォン向けゲーム
6月21日 - 『ハリー・ポッター:魔法同盟』のサービスが開始。
8月29日 - 『ポケモンマスターズ』のサービスが開始。
9月12日 - 『ドラゴンクエストウォーク』のサービスが開始。

## スポーツ
- マリナーズのイチロー選手が3月21日に行われた東京ドームでの開幕2連戦をもって引退し、28年の現役生活に幕を下ろした[a 341]。
- 8月22日 - 第101回全国高等学校野球選手権大会決勝戦。大阪府代表の履正社高校が初優勝[a 342]。
- 日本で開催されたラグビーワールドカップ2019で、日本代表が初めて決勝トーナメント（ベスト8）に進出し、10月20日の準々決勝・南アフリカ戦で敗退したものの、大会を通して日本中が大きな盛り上がりを見せた。
- 10月23日 - プロ野球日本シリーズで、福岡ソフトバンクホークスが読売ジャイアンツを破り3年連続の日本一。

### 各競技

#### モータースポーツ
- 全日本スーパーフォーミュラ選手権 - ニック・キャシディ
- 全日本F3選手権 - サッシャ・フェネストラズ
- SUPER GT
  - GT500 - 大嶋和也、山下健太
  - GT300 - 高木真一、福住仁嶺

## 誕生
- 1月13日 - 海野義騎、子役

## その他
この年度の新成人の生年月日は全員、1999年4月2日から2000年4月1日生まれになるため「新成人が全員、20世紀生まれ」の最後の年となった。